# 統合失調症

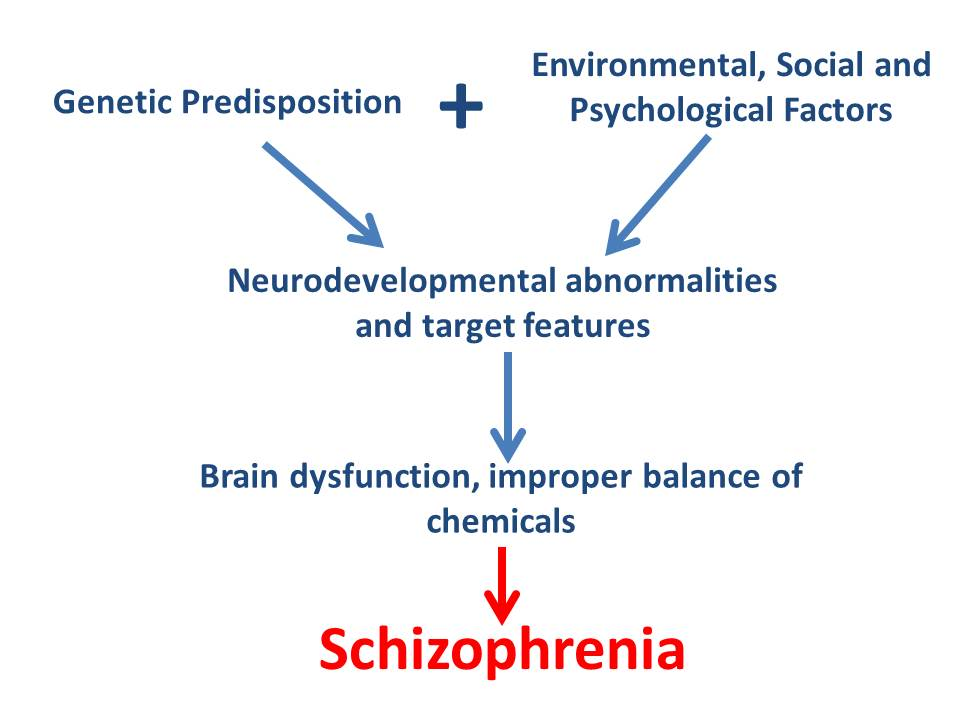
統合失調症のフローチャート。
遺伝的素因や環境や社会的・心理的な要因が重なり神経発達の異常や臨床的・神経生物学的な特徴が発生する。これにより脳の機能不全や化学的なバランスの崩れがおこり、統合失調症を発症する。

統合失調症（とうごうしっちょうしょう、英語: Schizophrenia、ドイツ語: Schizophrenie、略: SZ）は、証拠に反して信じている妄想、幻聴など五感の幻覚、混乱した思考や、陰性症状と呼ばれる活動性の低下といった症状の複数に合致する精神障害である。一般に幻聴や幻覚、異常行動が見られる。そうした症状が診断基準により、1か月や半年以上持続している。統合失調症患者の症状には、幻覚や妄想、会話や行動における統合喪失、突然興奮や大声などの陽性症状、周囲への無関心や意欲や集中力の低下といった陰性症状がある。
日本では2002年（平成14年）まで、精神分裂病（せいしんぶんれつびょう）という呼称だったが、現在の統合失調症へと改訂された。統合失調症は統合失調症スペクトラム障害の一つであり、症状が進行しやすい。後天的に思春期以降に発症することが多く、性別では男性のほうが早い傾向にある。様々な効果的な治療法があり、15年以上の追跡調査では、少なくとも3分の1の人は完全に寛解する。

## 概要
発症のメカニズムや根本的な原因は解明されておらず、また、単一の疾患ではない可能性が指摘されており、症候群である可能性がある。様々な仮説が提唱されているが、未だに決定的な定説が確立されていない。
有病者の人数は、世界では2300万人ほどで、日本では71万3千人の患者がいると推計されている。成人の年間有病率は0.1から7.5%、生涯有病率は0.1から1.8%と世界保健機関（WHO）は報告している。患者の死亡率は、一般人口より2.0から2.5倍ほど高く、世界の障害調整生命年（DALY）のうち約1%を占める。
精神疾患として深刻なもの (Severe mental disorder) とされるが、治療が可能な病気である（具体的な治療法については「#治療」を参照）。この疾患の担当診療科は精神科であり、精神科医が治療に当たる。
罹患者の90%は低所得国および中所得国に居住している。世界保健機関は、低所得国および中所得国を対象とした計画である世界精神保健アクションプログラム (mhGAP) を策定し、クリニカルパスおよび診療ガイドラインを作成、公開している。

## 統合失調症スペクトラム障害
以下はより新しいDSM-5の診断基準だが、以前のDSM-IVの基準は#診断基準を参照。
「統合失調症スペクトラム障害」、または「統合失調症スペクトラム」、「統合失調スペクトラム」とは、「統合失調症およびそれに連続する障害や病気のまとまり」を指す医学用語。DSM-5（『精神障害の診断と統計マニュアル』第5版）で定義された診断基準である。
統合失調症スペクトラム障害の中心は、次の5つの症状である。
1. 「妄想」[19]
2. 「幻覚」[19]
3. 「思考障害」[19]
4. 「まとまりのない行動」[19]
5. 「#陰性症状」[19]

現れた症状の数や重症度によって、診断名は次のようになる。
| 大分類 （上位診断名）      | 小分類 （下位診断名）                | 症状                                                                                    | 期間                   |
| -------------------------- | ------------------------------------ | --------------------------------------------------------------------------------------- | ---------------------- |
| 統合失調症スペクトラム障害 | 統合失調症                           | 5症状のうち2つ以上が現れており、かつ、それらのうち最低1つは妄想・幻覚・思考障害のどれか | 6か月以上              |
| 統合失調症スペクトラム障害 | 統合失調感情障害                     | 統合失調症と共に、うつ病や躁病が現れる（※事例としては少ない）                           | （特に無し）           |
| 統合失調症スペクトラム障害 | 統合失調症様障害                     | 5症状のうち2つ以上が現れている                                                          | 1か月以上6か月未満     |
| 統合失調症スペクトラム障害 | 短期精神病性障害                     | 陰性症状を除いた4症状のうち1つ以上が現れている                                          | 1日以上1か月未満       |
| 統合失調症スペクトラム障害 | 妄想性障害                           | 妄想だけが現れている                                                                    | 1か月以上              |
| 統合失調症スペクトラム障害 | 統合失調型パーソナリティ障害（STPD） | 対人関係での苦手さ、風変わりな行動など                                                  | 成人期になるまで徐々に |

また精神医学論文では、スキゾイドパーソナリティ障害（SPD、統合失調質パーソナリティ障害）も、統合失調症スペクトラム障害の一種として分類されることがある。『MSDマニュアル』では「シゾイド〔スキゾイド〕パーソナリティ障害は，統合失調症または統合失調型パーソナリティ障害の家族歴がある人々でより多くみられる場合がある」とされている。スキゾイドパーソナリティ障害にはしばしば併存症があり、それは例えば統合失調型パーソナリティ障害やうつ病などである。

## 定義
精神医学的障害の一種である。現在の統合失調症の定義は妄想・幻覚といったヒト特有の高次脳機能（心理症候）に全て依存している。
1899年、エミール・クレペリンは、感情の欠如、奇妙な歩行、筋痙攣（きんけいれん）などを呈し、痴呆へと至る患者を「早発性痴呆」と記述した。
1908年、オイゲン・ブロイラーが「schizophrenia」と名付けた。
1917年、コンスタンチン・フォン・エコノモが「嗜眠性脳炎」を記述し、「schizophrenia」から「嗜眠性脳炎」が除外された。
1920年代〜30年代、精神医学の教科書の記述が変化した。従来の身体症状が全て削除され、幻覚、妄想などの精神症状が残った。
1937年、日本精神神経学会は、同学会における用語を「精神分裂病」とした。
1968年、DSM-IIの前文は「最善は尽くしましたが、（アメリカ精神医学会の）委員会はこの障害について合意を得ることができませんでした。合意できたのは診断名だけです」としている。。
1980年、DSM-IIIは「精神分裂病の概念の範囲は曖昧です」としている。また、精神障害の基本概念に関して、「精神分裂病患者 (a schizophrenic) 」という人間を分類する表現は誤解を招くため、「精神分裂病を有する人 (an individual with Schizophrenia) 」というぎこちないがより正確な表現を採用すると説明している。DSM-III-R（1987年）、DSM-IV（1994年）、DSM-IV-TR（2000年）にも同様の説明がある。精神分裂病患者 (schizophrenics) が存在するのではなく、精神分裂病 (schizophrenic disorder) の診断基準を満たす症状を有する人々がいるだけである。。
1987年、DSM-III-Rは「精神分裂病に限っては、単一の特徴をいつも示さなかったり、生じないことに注意すべきです」としている。
1988年、ニューヨーク州立大学のトーマス・サズ博士は「精神分裂病はとても曖昧に定義されています。実のところ、話し手にとって気に入らない行動のほとんど全てにしばしば適用される用語です」と述べている。
1990年、メアリー・ボイルは、精神分裂病の指示対象について、「徐々に変化し、この診断名が最終的には、クレペリンの症状と表面的にもほとんど類似点がない集団に適用されるようになった」と述べている。
1994年、著名な精神分裂病研究者であるナンシー・C・アンドレアセンは、何が精神分裂病なのか分からないと認めており、「ヨーロッパの人々は、誰が本当に精神分裂病を持っているのか、何が本当の精神分裂病なのか、理解することによって、アメリカの科学の一助となる」と述べている。
2002年、日本精神神経学会は、「精神分裂病」には差別的な意味合いが包含されているとして、同学会における用語を「統合失調症」に変更した。
2014年、アメリカ精神医学会が、DSM-5を発行し、DSM-IVにより画期的に明確化された診断基準を受け継ぎ、5つの統合失調症の特徴を示した。すなわち、以下の症状のうち、少なくとも2つがおのおの1か月以上症状として継続して示すものを、統合失調症として、統合失調症スペクトラム障害および他の精神病性障害群の一領域と定義した。
1. 妄想
2. 幻覚
3. まとまりのない思考（発語）
4. ひどくまとまりのない、または異常な運動行動（緊張病を含む）
5. 陰性症状

## 症状
統合失調症に共通する症状は、思考や行動、感情がまとまりにくくなることである。自閉や連合障害からくる大脳の疲弊によって、一部の患者では妄想や幻覚を発症する頻度が少なくない。また、社会的または職業的機能の低下、つまりは、仕事、対人関係、自己管理などの面で1つ以上の機能が病前に獲得していた水準より著しく低下している場合がある。認知、情動、意欲、行動、自我意識など、多彩な精神機能の障害が見られる。大きく陽性症状と陰性症状の二つが挙げられ、他にその他の症状に分けられる。全ての患者が全ての症状を呈するのではないことに注意が必要である。WHOによる国際的予備研究によれば、最も多く見られる症状は幻聴または関係念慮であり、患者の約70%に認められた。

### 陽性症状
陽性症状 (Positive symptoms) とは、おおよそ急性期に生じるもの。妄想や幻覚などが特徴的である。

#### 思考の障害
思考過程の障害と思考内容の障害に分けられる。統合失調症の最大の特徴はこの自我意識面での思考の障害であるとされる。総合的に診断して自閉症と重複し、誤診されることもたびたびある。

##### 思考過程の障害
集中能力の喪失：テレビを視聴したり、新聞記事を読むことが困難となる。

##### 思考内容の障害（妄想）
妄想 (Delusions) とは、客観的に見て物理的にありえないことを事実だと完全に信じていること。以下のように分類される。
- 被害妄想：「近所の住民に嫌がらせをされる」「通行人がすれ違いざまに自分に悪口を言う」「自分の体臭を他人が悪臭だと感じている」などと思い込む[41]。
- 関係妄想：周囲の出来事を全て自分に関係付けて考える。「あれは悪意の仄（ほの）めかしだ」「自分がある行動をするたびに他人が攻撃をしてくる」などと思い込む。
- 注察妄想：常に誰かに見張られていると思い込む[41]。「近隣住民が常に自分を見張っている」「盗聴器で盗聴されている」「思考盗聴されている」「カメラで監視されている」などと思い込む[42]。
- 追跡妄想：誰かに追われていると思い込む[41]。
- 微小妄想：自分を実際より低く評価し、劣っていると思い込む[43]。
- 心気妄想：重い体の病気にかかっていると思い込む[43]。
- 罪業妄想：過去に大きな罪を犯したと思い込む[43]。
- 貧困妄想：経済的に困っていると思い込む[43]。
- 誇大妄想：自分は実際の状態よりも、遥かに裕福だ、偉大だ、などと思い込む。
- 宗教妄想：自分は神だ、などと思い込む。
- 嫉妬妄想：配偶者や恋人が不貞を行っていると思い込む。
- 恋愛妄想：異性に愛されていると思い込む。仕事で接する相手（自分の元を訪れるクライアントなど）が、好意を持っていると思い込む場合もある。
- 血統妄想：自分は貴人の隠し子だ、などと思い込む。
- 家族否認妄想：自分の家族は本当の家族ではないと思い込む。
- 被毒妄想：飲食物に毒が入っていると思い込む[41]。
- 物理的被影響妄想：ビーム光線で攻撃されている、などと思いこむ。
- 妄想気分：周りで、何かただ事でないことが起きている感じがする、などと思いこむ。世界が全体的に不吉であったり悪意に満ちているなどと感じる。
- 世界没落体験：妄想気分の一つで、世界が今にも破滅するような感じがする、などと思いこむ。

一人の統合失調症患者においてこれら全てが見られることはまれで、1種類から数種類の妄想が見られることが多い。これらの妄想症状は突発的に起こることもあれば、数週間をかけて形成されていくこともある。
関連語に妄想着想（妄想を思いつくこと）、妄想知覚（知覚入力を、自らの妄想に合わせた文脈で認知すること）がある。また、妄想に質的に似ているが、程度が軽く患者自身もその非合理性にわずかに気づいているものを「 - 念慮」という。
統合失調症以外の疾患に伴って妄想がみられることもある。クレペリンは双極性障害（躁うつ病）の特徴として迫害妄想をあげており、双極性障害でないことが診断に重要である。

#### 知覚の障害
幻覚 (Hallucination) とは、実在しない知覚情報を体験する症状。以下のものがある。
- 幻聴 (auditory hallucination)：聴覚の幻覚[注釈 13]
- 幻視 (visual hallucination)：視覚性の幻覚
- 幻嗅 (olfactory hallucination)：嗅覚の幻覚
- 幻味 (gustatory hallucination)：味覚の幻覚
- 体感幻覚 (cenesthesic hallucination)：体性感覚の幻覚

統合失調症では幻聴が多くみられる一方、幻視は極めてまれである。幻聴は、人によっては親切・丁寧であることもあるが、多くの場合はしばしば悪言の内容を持つ。
幻覚を体験する本人は、外部から知覚情報が入っていると感じるため、実際に知覚を発生する人物や発生源が存在すると考えやすく、これらの幻覚の症状を説明するために、患者は妄想を形成しているのである。幻嗅、幻味などは被毒妄想に結びつくことがある。また、患者が嫌がらせや迫害を受けているなどと訴える例もある。
統合失調症以外の疾患（せん妄、てんかん、ナルコレプシー、気分障害、認知症など）、あるいは特殊な状況（断眠、感覚遮断、薬物中毒など）におかれた健常者でも幻覚がみられることがある。
- 体感症（英語版）：体感幻覚に類似するが、その異常感が常態ではみられない奇妙な性状のものであることをよくわきまえている点で、他のさまざまな体感幻覚とは異なる。
- 知覚過敏：音や匂いに敏感になる。光がとても眩しく感じる。
- 知覚変容発作：発作的な視覚的な変容を特徴とし、患者自身が発作であると認識していることが多い[44]。抗精神病薬の副作用からくる。

#### 自我意識の障害
自己と他者を区別することの障害である。自生思考や作為体験など、思考や行動における能動感と自他境界感の喪失がみられる。一説に自己モニタリング機能の障害と言われている。すなわち、自己モニタリング機能が正常に作動している人であれば、空想時などに自己の脳の中で生じる内的な発声を外部からの音声だと知覚することはないが、この機能が障害されている場合、外部からの音声だと知覚して幻聴が生じることになる。音声に限らず、内的な思考を他者の考えと捉えると考想伝播につながり、さらには「考えが盗聴される」などという被害妄想、関係妄想につながることになる。
- 考想操作（思考操作）：他人の考えが入ってくると感じる。世の中には自分を容易に操作できる者がいる、心理的に操られている、と感じる。進むと、テレパシーで操作されていると感じる。
- 考想奪取（思考奪取）：自分の考えが他人に奪われていると感じる。自分の考えが何らかの力により奪われていると感じる。世の中には自らの考えがヒントになり、もっといい考えを出すものもいると感じる。進むと、脳に直接力がおよび考えが奪われていると感じる。
- 考想伝播（思考伝播）：自分の考えが他人に伝わっていると感じる。世の中には洞察力の優れたものがいると感じる。その人に対して敏感になっている。進むとテレパシーを発信していると感じる。
- 自生思考（思考即迫）：常に頭の中に何らかの思考があり、うつ病患者の症例に多い「観念奔逸」と似て、思考がどんどん湧いてくる、思考が自らの意志でもっても抑えられない特有な思考の苦痛な異常状態をいう。これは、統合失調症の陽性症状の中でも最も深刻で重要な精神症状であるとされる。程度が重い患者では、頭の中が不自然な思考の熱状態で気がめいり、頭の中がとても騒がしく落ち着かないと訴え思えるような心理状態になる。
- 考想察知（思考察知）：自分の考えは他人に知られていると感じる。世の中には自分の考えを言動から読めるものがいると感じる。進むと、自分は考えを知られてしまう特別な存在と感じる。自らのプライドを高く実際を認められずに、被害的にとらえてしまう。進むと、考想が自己と他者との間でテレパシーのように交信できるようになったと考え、波長が一致していると感じる。
- 強迫思考：自生思考と類似して、ある考えを考えないと気が済まない、考えたくもない、あってはならない考えが不自然に浮かび上がり、他人に考えさせられていると感じられるような尋常ではない状態をいう。中には、読書をする際に、「この部分を何回読まないと頭に記憶されない、覚えられない」といった内容の不合理な思考が瞬間的および随伴的に浮かぶ「文字強迫」などの症状が表面化されることもある。統合失調症の患者の中には、こうした強迫性障害[注釈 14]を発病当初から慢性的に同時に併せ持つ型の人もいるとされる。
- 作為体験：自分が外部の力によって考えさせられたり、支配されたりするように感じる[46]。
- 離人症

#### 行動や思考の変化
行動が無秩序かつ予測不可能となる。
- 興奮：妄想などにより有頂天になっている[41]。意味もなく叫ぶ[41]。また自分が神か神に近きものまたは天才と思い一種の極限状況にある場合もある。
- 昏迷：意識障害なしに何の言動もなく、外部からの刺激や要求にさえ反応しない状態。表情や姿態が冷たく硬質な上、周囲との接触を拒絶反抗的であったり（拒絶症）、終始無言であったり（無言症）、不自然な同じ姿勢をいつまでも続ける（常同姿態〈カタレプシー〉）[47]。
- 拒食

### 陰性症状
陰性症状 (Negative symptoms) とは、エネルギーの低下からおこる症状で、おおよそ消耗期に生じる。無表情、感情的アパシー、活動低下、会話の鈍化、社会的ひきこもり、自傷行為などがある。
陰性症状は、初回発症エピソードから数年以上継続しうる。患者はこれらの陰性エピソードのために、家族や友人との関係にトラブルを招きやすい。

#### 感情の障害
- 感情鈍麻：感情が平板化し、外部に現れない。
- 疎通性の障害：他人との心の通じあいがない。
- カタレプシー：受動的にとらされた姿勢をとりつづける。
- 緘黙：まったく口をきかない。
- 拒絶：面会を拒否する。
- 自閉：自己の内界に閉じ込もる。

#### 思考の障害
- 常同的思考：無意味な思考にこだわり続けている。興味の対象が少数に限定されている。
- 抽象的思考の困難：物事を分類したり一般化することが困難である。問題解決においてかたくなで自己中心的となる。

#### 意志・欲望の障害
- 自発性の低下：自分ひとりでは何もしようとせず、家事や身の回りのことにも自発性がない。
- 意欲低下：頭ではわかっていても行動に移せず、行動に移しても長続きしない。
- 無関心：世の中のこと、家族や友人のことなどにも無関心でよく知らない。
- 引きこもり：外出意欲が低下する[41]。

### その他の症状
- 認知機能障害：統合失調症の中核をなす基礎的な障害である。クレペリンやブロイラーなどの当該疾患の定義の時代（1900年ごろ）より、統合失調症に特異的な症状群として最も注目されていた。認知機能とは、記憶力・集中力・注意などの基本的な知的能力から、計画・思考・判断・実行・問題解決などの複雑な知的能力をいう。認知機能が障害されるため、社会活動全般に支障を来たす。疾患概念より障害概念に近いものとして理解されている。この障害ゆえに、作業能力の低下、臨機応変な対処の困難、経験に基づく問題解決の困難、新しい環境に慣れにくいことがあり、また、発達障害患者の代表的な症状の一つとされるディスレクシア（読字障害、難読症）と似ている。判断力・理解力・注意力の低下・散漫さから、本・文章・文字を理解して目で追って黙読したり、記憶・暗記したりすることが困難になる。しばしば、読書が普通にできない。本・文章・文字を読んだ時に、そこに書かれている内容が一見し、ちらりと目で認知はできるが、本を読んでも全く頭に内容が入ってこない。味わい咀嚼しながら理解・認識ができないなどと訴えるなど、社会生活上多くの困難を伴い、長期のリハビリテーションが必要となる。統合失調症が、慢性の脳細胞の機能性疾患・障害であると言われるのはこのためである。
- 感情の障害：不安感、緊張感、焦燥感、挑戦的行動[49]が生じる。自分には解決するのが非常に難しい問題が沢山あるなどの理由から、抑うつ、不安になっていることもある。抑うつは現状、将来を悲観するという場合や病名から来る自分のイメージ、他者である健常者や同じ心の病を持つ者との比較からくる場合がある。一般的に、統合失調症の患者の中には、理性および感情面で、敏感と鈍感の共存状態に陥る例が多く認められると言われる。何でもできる気分になる、万能感がある、お金遣いが荒くなる、睡眠時間が少なくなる、躁状態になることがある。
- 不眠：統合失調症では83%が不眠症状をきたし、再発の兆候として最も見られる症状である[50]。統合失調症では、脳形態の持続的変化とともに睡眠にもノンレム睡眠の欠如といった変化が生じ、不眠治療は難渋しやすい[50]。統合失調症の症状の一つである場合と、統合失調症とは独立した不眠症を併発している場合が考えられる[51]。
- パニック発作：統合失調症者はパニック障害に類似のパニック発作が起こることがある[52][53]。治療法はパニック障害に準じる[54]。
- 連合弛緩：思考が脈絡なく飛躍する。これが進行すると「ワードサラダ」となる[55]。連想が弱くなり、話の内容が度々変化してしまう。単語には連合があり、これをわかりやすく言えば、単語の意味とその関係にはグループ（連合）がある。連合弛緩は、この連合が弛緩する事で全く関係のない単語を連想してしまう。しかし、落語にあるようなダジャレは連合弛緩ではない。連合弛緩は、言葉の連想と関係を無視する場合がある。
- 両価性：相矛盾した心的内容を同時に持つこと[56]。
- 独言・独笑：幻聴や妄想の世界での会話である。原因には、長年にわたる投薬の影響で、認知機能が低下するとの説もある[57]。
- 砂糖の過剰摂取：統合失調症者は清涼飲料水を大量に飲むなど、砂糖を好むことが知られている[58]。
- 多飲症・水中毒：過剰の水分摂取とそれにより生じる中毒[59]。著しい場合には1日に10リットル以上の水分を摂る[59]。

## 原因

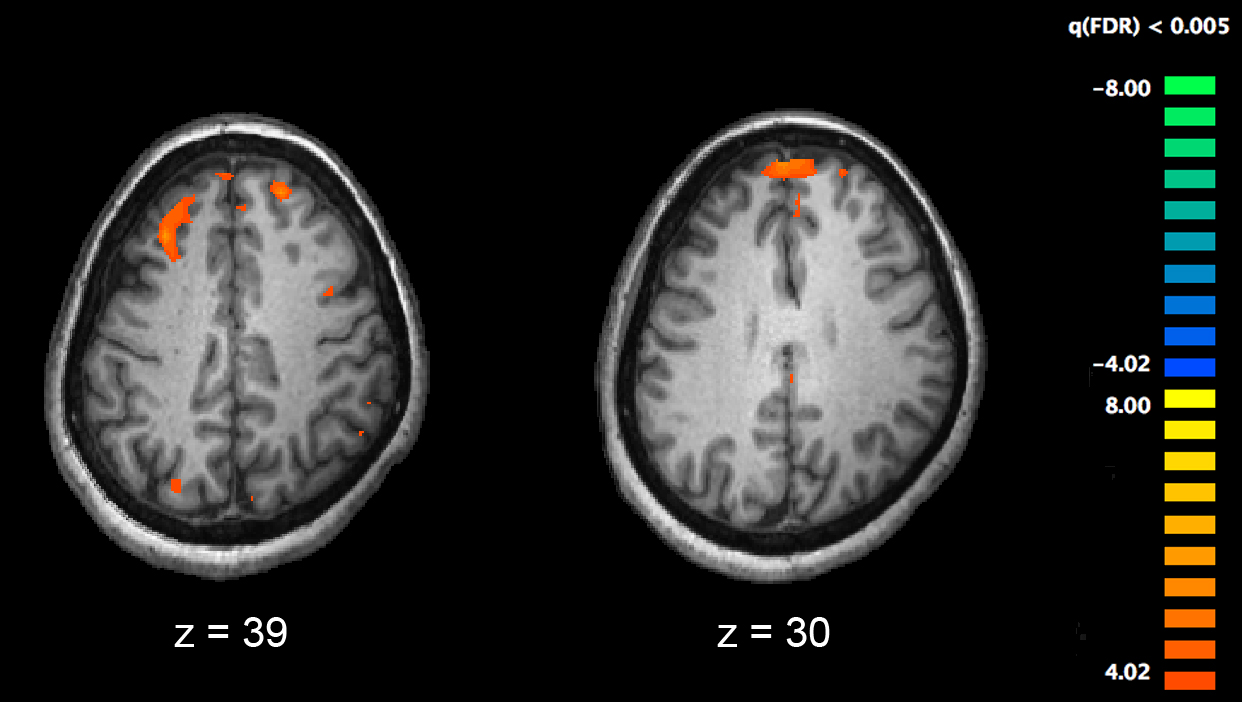
fMRIやその他の脳機能イメージング技術は統合失調症患者の脳活動のイメージを表すことができる。このイメージはfMRIによってワーキングメモリの脳活動の様子を表している。

発病メカニズムは不明であり、明確な病因は未だに確定されておらず、いずれの報告も仮説の域を出ない。仮説は多岐に及ぶため、特定的な原因の究明がきわめて困難であり、今日の精神医学・脳科学の発達上の限界・壁となっている。現在の精神医学主流の仮説として、神経伝達物質のドーパミンの過不足による認知機能不全を原因とする説が有力である。
根本的な原因は不明ではあるが、遺伝と環境の複合要因と考えられている。遺伝の影響度は研究によって異なるが、双子を用いた研究のメタ分析では遺伝率が81%と報告されている。また、双生児法による研究によると、一卵性双生児のうちの一方が統合失調症に罹ると、もう一方も統合失調症に罹る確率は、50%であるという報告がある。
生物学的な因子としては、妄想および幻覚症状は脳内の神経伝達物質の化学的不均衡であるという仮説が提唱されている。主にドーパミン拮抗薬である抗精神病薬の適量の投与によって、症状の抑制が可能であるとする理論であるが、大きな成功をおさめている仮説であるとまでは言えない。
環境要因としては、心理社会的なストレスなど環境因子の相互作用が発症の発端になると予想されている。心理社会的な因子としては、「ダブルバインド」や「HEE（高い感情表出家族）」などが注目されている。家庭や学校が、歪んでいたりして、本人の意思や努力ではどうにもならないところで、不本意な想いをしていることが多く、それが発病のきっかけになっていることもよくあるという。
2019年、東京大学大学院医学系研究科分子細胞生物学専攻の廣川信隆特任教授らのチームが、神経細胞のキネシン分子モーターKIF3Bの異常が統合失調症の原因とみられると発表した。2021年、東京都医学総合研究所などの研究グループが、思春期に砂糖を過剰摂取すると、脳の毛細血管の炎症により神経細胞のグルコースの取り込みを低下させ、統合失調症などの精神疾患の原因となる可能性を発表した。

## 検査

### 心理検査
PANSS
PANSS（Positive and Negative Syndrome Scale、陽性・陰性症状評価尺度）は、30項目の異なる精神症状につき、1点から7点までの得点をつける。最低点は30点、最高点は210点。

陽性尺度
7項目 - 妄想・概念の統合障害・幻覚による行動・興奮・誇大性・猜疑心 ・敵意
陰性尺度
7項目 - 情動の平板化・情動的ひきこもり・疎通性の障害・受動性意欲低下による社会的ひきこもり・抽象的思考の困難・会話の自発性と流暢さの欠如・常同的思考
総合精神病理評価尺度
16項目 - 不安・罪責感・緊張・衒奇症と不自然な姿勢・抑うつ・運動減退・非協調性・不自然な思考内容・失見当識・注意の障害・判断力と病識の欠如・意志の障害・衝動性の調節障害・没入性・自主的な社会回避

BACS
BACS（The Brief Assessment of Cognition in Schizophrenia、統合失調症認知機能簡易評価尺度）は、言語性記憶、ワーキング・メモリ（作動記憶）、運動機能、注意、言語流暢性、および遂行機能を評価する検査で構成される認知機能評価尺度である。

### 生理的検査
血液検査
血液検査は患者の血液採取をし、薬物投与による肝機能の衰えなど（ALT (GPT)など）の副作用の有無を検査するために行う。通常の場合は3か月程度の間隔で行われる。内分泌物質（ホルモン）や電解質の異常、糖尿病の形跡、低血糖症、栄養失調の診断にも生かされ、より正確な診断がなされる。外部委託先にビタミンやミネラル類の検査項目も追加できるが、そのような依頼は極めてまれである。
CT・MRI検査
CT・MRI検査にて、側頭葉・頭頂葉の灰白質の体積の減少を認める場合がある。白質の体積は減少していない。人間間でも脳体積は少なくとも10%は異なるため、一度の体積測定で判定することはできない。
脳体積の減少は長期的な話である。また、抗精神病薬が脳体積を減少させることも知られている。
SPECTによる検査
SPECTにて、課題遂行中や会話時に通常見られる前頭前野の血流増加が少ないという報告がある。
プレパルス抑制試験
プレパルス抑制を参照。
遺伝子検査
遺伝子性の疾患を特定するためのツールとしてDNAシークエンシングがある。
尿検査
国内の精神科において尿検査を行うことはない。ピロール尿症におけるクリプトピロールや違法薬物の使用有無を調査することができるが、臨床試験的に尿を検査することがごく稀にある。生化学研究設備があればクリプトピロールなどの化学物質を判別できるが、そのような精神科医療機関は国内には存在しない。
NIRS脳計測装置・光トポグラフィー検査
NIRS脳計測装置や光トポグラフィー検査により、問診と同時に脳内の血流量を赤外線により測定する。統合失調症、うつ病、双極性障害の判断材料になる可能性がある研究中の検査手法である。日本では僅かだが実施しており、最先進医療の分野である。
補助診断としてデータを見るものの、信頼性は未だ低く、「高価なおもちゃ（原文ママ）」の域を出ていない。

## 診断・分類
生物学的な指標は存在しないため、数値的な診断はできず、心理的な症状から診断される。精神科の診断に最も重視される方法は、患者の体験を言葉で語ってもらうことによる問診であるが、同時に他の疾患との鑑別のため、各種の血液検査や生理検査が行われる。

### 診断基準
以下は以前のDSM-IVの診断基準だが、より新しいDSM-5の基準は#統合失調症スペクトラム障害を参照。
| ICD-10での診断基準 | DSM-IV-TRでの診断基準 |
| --- | --- |
| - (1) 下記の症状が、1カ月以上続いてみられる。次のうち1項目以上（明白でなければ2項目以上） - (a) 考想反響、考想吹入、考想奪取、考想伝播、自他の境界が敏感で曖昧になる境界障害 - (b) 他者から支配され、影響され、服従させられているという妄想で、身体、手足の動き、思考、行為、感覚に関連していること、および妄想知覚 - (c) 患者の行動を注釈し続ける幻声 - (d) 不適切でまったくありえないような持続的妄想 - (2) あるいは、次の2項目以上 - (a) あらゆるタイプの頑固な幻覚：浮動性または未完成の妄想や優格観念（感情に強く裏づけられた観念で、その人の思考や行動を持続的に支配するもの）を伴っていたり、数週または数カ月以上、毎日続くことがある。 - (b) 思考連合の途絶や改ざん（滅裂思考、的はずれ会話、新語造成） - (c) 緊張病性の行動（興奮、蝋屈症、拒絶症、緘黙症、昏迷など） - (d) 陰性症状（著しい無感情、会話の貧困、感情反応の鈍化・不調和、通常は社会的引きこもりや社会的活動の低下を伴う）：うつ病や神経遮断薬によらないことが明瞭なもの。 - (e) 人格行動にみられる明らかな、持続性の質的変化（関心の喪失、無目的、無為、社会的な引きこもり） | - (A) 以下の2つ以上が各1か月以上（治療が成功した場合は短い）いつも存在する。 1. 妄想 2. 幻覚 3. 解体した会話 4. ひどく解体した行動（例：不適切な服装、頻繁に泣く）、または、緊張病性の行動 5. 陰性症状 - 社会的または職業的機能の低下 - (B) 障害の始まり以降の期間の大部分で、仕事、対人関係、自己管理などの面で1つ以上の機能のレベルが病前に獲得していた水準より著しく低下している（または、小児期や青年期の発症の場合、期待される対人的、学業的、職業的水準にまで達しない）。 - (C) 障害の持続的な徴候が少なくとも6カ月間存在する。この6カ月の期間には、基準Aを満たす各症状（すなわち、活動期の症状）は少なくとも1カ月（または、治療が成功した場合はより短い期間）存在しなければならないが、前駆期または残遺期の症状の存在する期間を含んでもよい。これらの前駆期または残遺期の期間では、障害の徴候は陰性症状のみか、もしくは基準Aにあげられた症状の2つまたはそれ以上が弱められた形（例：奇妙な信念、異常な知覚体験）で表されることがある。 - (D) 統合失調感情障害と、「抑うつ障害または双極性障害、精神病性の特徴を伴う」が以下の理由で除外されていること 1. 活動期の症状と同時に、抑うつエピソード、躁病エピソードが発症していない 2. 活動期の症状中に気分エピソードが発症していた場合、その持続期間の合計は、疾病の活動期および残遺期の持続期間の合計の半分に満たない。 - (E) その障害は、物質（例：乱用薬物、医薬品）または他の医学的疾患の生理学的作用によるものではない。 - (F) 自閉スペクトラム症や小児期発症のコミュニケーション症の病歴があれば、統合失調症の追加診断は、顕著な幻覚や妄想が、その他の統合失調症の診断の必須症状に加えて少なくとも1カ月（または、治療が成功した場合はより短い）存在する場合にのみ与えられる。 |

#### 下位分類

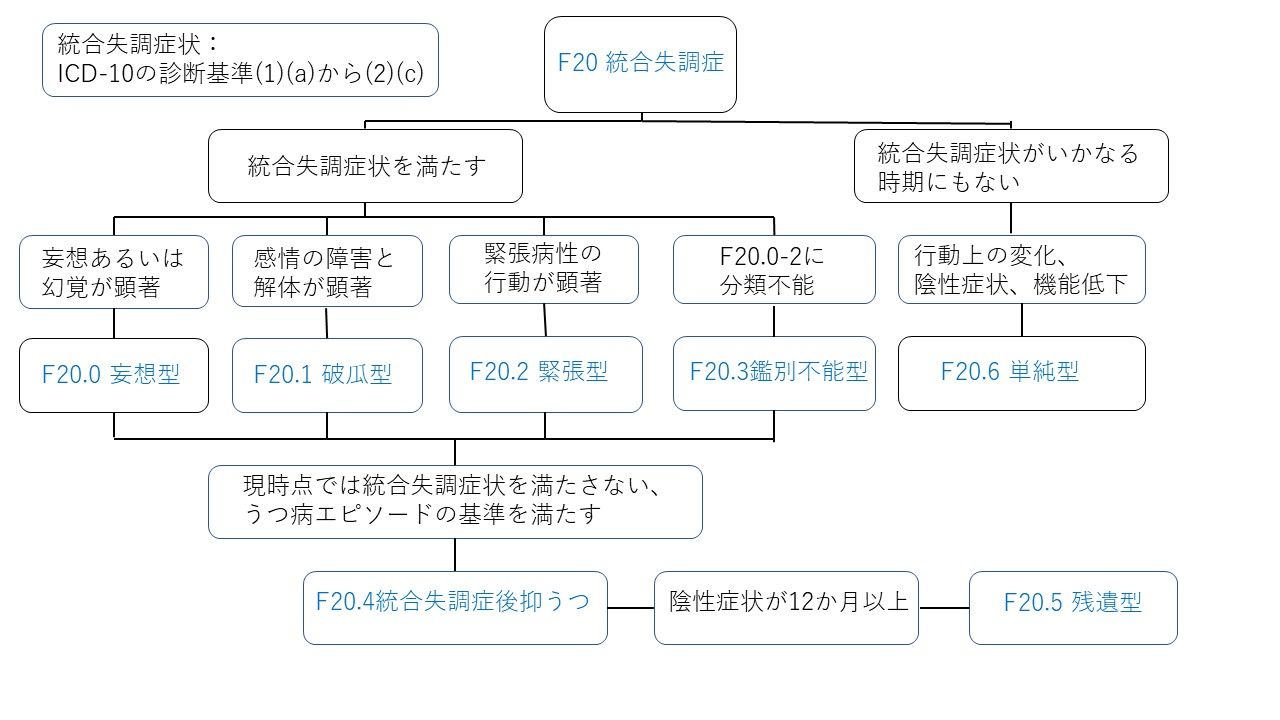
下位分類のフローチャート

分類はICD-10により、「妄想型」「破瓜型」「緊張型」の3つが代表的である。
妄想型統合失調症 (ICD-10 F20.0 Paranoid schizophrenia)
連合障害や自閉などの基礎症状が目立たず妄想・幻覚が症状の中心である。統合失調症はかつて早発性痴呆症と呼ばれていたように早発（思春期から青年期）することが多いが、当該亜型は30代以降の比較的遅い発症が特徴的であるとされる。薬物療法に比較的感応的とされるが、抗精神病薬の服薬をしても精神症状がとれず慢性的に持続する症例もある。
破瓜型統合失調症 (ICD-10 F20.1 Disorganized schizophrenia)
破瓜型（Hebephrenia）は思春期や青年期に好発とされる。感情や意志の鈍麻が主症状で慢性に経過し、人格荒廃に陥りやすい。今日では破瓜型は社会的・精神医学的な発達の結果として、比較的軽症な程度ですみ、人格のまとまりを保持する症例が報告されるようになってきている。アメリカ精神医学では、破瓜型のことを「解体型（Disorganized）」と呼んでいる。
緊張型統合失調症 (ICD-10 F20.2 Catatonia schizophrenia)
筋肉の硬直症状が特異的で興奮・昏迷などの症状を呈する。陽性症状時には不自然な姿勢で静止したまま不動となったり、逆に無目的の動作を繰り返したりする。近年では比較的その発症数は減少したと言われる場合がある。
型分類困難な統合失調症 (ICD-10 F20.3 Undifferentiated schizophrenia)
一般的な基準を満たしてはいるが、妄想型、破瓜型、緊張型のどの亜型にも当てはまらないか、二つ以上の亜型の特徴を示す状態。
統合失調症後抑うつ (ICD-10 F20.4 Post-schizophrenic depression)
急性期の後に出現することが多く、自殺などを招くことがある。急性期を脱した20%から50%に出現する。治療法は、うつ病にほぼ準じる。
残遺型統合失調症 (ICD-10 F20.5 Residual schizophrenia)
陰性症状が1年以上持続したもの。陽性症状はないかあっても弱い。他の病型の後に見られる急性期症状が消失した後の安定した状態である。
単純型統合失調症 (ICD-10 F20.6 Simple schizophrenia)
連合障害、自閉などの基礎症状が主要な症状で、妄想・幻覚はないかわずかである。破瓜型の亜型に含めるケースもあるが、破瓜型に比べ内省的で病識の欠如がまれであるとされる。
その他の統合失調症 (ICD-10 F20.8 Other schizophrenia)
その他の統合失調症は医療診断を示すために使用することができない。
その他の統合失調症には、F20.81（Schizophreniform disorder）とF20.89（Other schizophrenia）の2種のコードが含まれる。
遅発性統合失調症、体感症性統合失調症、統合失調様状態、急性統合失調症性エピソードの4つの下位分類がある。短期統合失調症様障害（F23.2）は除外される。

統合失調症，詳細不明 (ICD-10 F20.9 Schizophrenia, unspecified)
統合失調症、特定不能のもの。
モレル・クレペリン病、統合失調症の2つの下位分類がある。

#### 経過分類
第5桁の数字（F20.XYのY）は、経過分類に用いる。
| 第5桁の数字 | 経過                                           |
| ----------- | ---------------------------------------------- |
| 0           | 持続性                                         |
| 1           | エピソード性の経過で進行性の欠陥をともなうもの |
| 2           | エピソード性の経過で固定した欠陥をともなうもの |
| 3           | エピソード性の経過で寛解しているもの           |
| 4           | 不完全寛解                                     |
| 5           | 完全寛解                                       |
| 8           | その他                                         |
| 9           | 観察期間が1年未満                              |
| 出典:       |                                                |

### 先進事例
先進的な医療、研究事例として統合失調症の判別に光トポグラフィー、脳SPECTなどの装置による画像診断をおこなうことがある。

### 鑑別疾患
以下の疾患を除外する。
- てんかん
- 中枢神経系腫 （特に前頭葉・大脳辺縁系）
- 中枢神経系外傷
- 中枢神経系感染（特にマラリアや他の寄生虫性疾患、神経梅毒、ヘルペス脳炎）
- 脳血管発作
- そのほかの中枢神経系疾患（白質萎縮、ハンチントン病、ウィルソン病、全身性エリテマトーデスなど）
- 急性一過性の精神病
- 情動障害
- 妄想性障害
- 統合失調感情障害、気分障害
- 物質乱用、投薬による症状、一般身体疾患
- 広汎性発達障害[注釈 19]

前述におけるプレパルス抑制およびびっくり病、さらには糖尿病や低血糖症と違いを鑑別する必要がある。抗NMDA受容体抗体脳炎も2007年に提唱された比較的新しく発見された疾患であるが、NMDA受容体機能低下による統合失調症と共通病態と考えられるため、鑑別が必要である。
薬物誘発性精神病の症状は、統合失調症の症状に酷似しており、熟練した精神科医でも鑑別は困難とされる。症状は同様であるが、薬物誘発性精神病は後天性で、統合失調症は遺伝性であるという点で異なる。薬物誘発性精神病と統合失調症の区別は曖昧なため、薬物誘発性精神病モデルは、統合失調症モデルとして研究で頻用されているが、これが動物モデルとして理想的であるかは決定されていない。つまり、1.幻覚など陽性症状、2.平坦な感情など陰性症状、3.混乱した言語や非論理的という認知症状の3種類の症状が統合失調症に特徴的であるが、アンフェタミンに誘発された精神病症状は陰性症状を明らかに誘発しないなど不完全であり、発症機序に関して別々であることは明らかである。DSM-5においては、薬物誘発性精神病は統合失調症と区別されており、統合失調症と異なり使用をやめると症状はおさまるものだと定義されている（精神刺激薬精神病#鑑別診断も参照）。
統合失調型パーソナリティ障害は、人を避ける傾向にあり、統合失調症ほどには妄想や幻覚は激しくない。妄想性パーソナリティ障害は人に攻撃されている、陥れられているといった妄想があり、すぐに怒って反撃したり、いつまでも恨み許さない。
発達障害の自閉症スペクトラム障害 (ASD) と間違われやすい精神疾患・障害であり、見分け方かつ正反対な点としては、他者の目線を気にするか否かの点がある。ASDの場合は先天性で非進行性の疾患・障害であり、自分がどう見られているか、どう思われるかを全く気にしない。
エチオピアでの、重症の精神障害の約300人の調査では統合失調症の誤診率は約24%であった。スイスでは19%。

### 診断の問題点
統合失調症の確定診断は、そもそも難しい。統合失調症の性質、精神医療現場の環境が原因となって、他の精神疾患や発達障害との誤診が起きる可能性がある意見や報道もある。誤診されやすいものとしては双極性障害、統合失調感情障害、強迫性障害、びっくり病、ナルコレプシーにおけるカタプレキシーやアスペルガー症候群が挙げられる。特に双極性障害は、統合失調症と遺伝子的スペクトラムをなすという仮説もあり、しばしば幻聴やてんかんを伴う。
児童精神科医は約200人ほどしかおらず、児童精神医学は専門外の場合がある。

## 予防
様々な提唱がされているが、どれも反証可能性がない。貧困対策、大麻および違法薬物の使用の防止あるいは大麻の推奨、アルコール飲料摂取の防止、喫煙の防止、あるいは喫煙の推奨、小麦製品などのグルテン含有食品の摂取の防止（グルテン原因仮説）、レバーなどに含まれるピリドキサミンの積極的な摂取（カルボニルストレス説）、コーヒーなどのカフェインの摂取の防止、幼少時期のトラウマ（虐待、いじめなど）の防止、家族・医療関係者の高感情表出、いわゆるHIGH-EE (High expressed emotion) の防止、妊婦のインフルエンザなどの感染症の防止、睡眠不足の防止あるいは過眠の防止、過食の防止、運動不足の解消、魚介類に多く含まれるω-3脂肪酸の積極的な摂取、朝食の摂取、親知らずの抜歯などが挙げられるが、いずれも仮説である。
英国国立医療技術評価機構（NICE）は、統合失調症発症リスクの高いグループについては、個人単位での認知行動療法（CBT）を提供し、さらに、もしパーソナリティ障害・薬物乱用・うつ病・不安障害などが見られれば、それらに診療ガイドラインに従った治療を提供するとしている。発症防止・予防を目的とした、抗精神病薬の投与は行ってはならない。

## 支援方針

### 支援・対処担当者
精神科医（精神保健指定医）・薬剤師・看護師・保健師・精神保健福祉士・社会福祉士・作業療法士・理学療法士・公認心理師・音楽療法士・管理栄養士・栄養士などの専門職が挙げられる。全国精神保健福祉会連合会が結成されている。地方自治体は家族への相談窓口などを設置していることが多い。家族の多くが精神障害者の地域生活を支えている。

### 援助方針
統合失調症の患者の中にも病状悪化による再入院を繰り返す過程で、自分が統合失調症であることや、服薬中断が精神症状悪化につながると分かるようになっている場合もある。いろいろなことに深刻にならずに、「病気だからそう言うこともあるんだな」と受け止めることが大事との意見がある。治療の開始にあたっては、統合失調症も他の病気と同様に薬で症状をコントロールできること（特殊な病気ではないこと）を伝え、回復への見通しを持てるようにサポートする。同時に、医師や周囲の人のサポートを約束し、本人のペースを尊重しながら協同で治療に取り組んでいくことを伝え、安心感を持てるよう支援する。精神科医は、理解しようとすること、少なくともサポートしようとしている姿勢が患者に伝わることが必要となる。
患者に妄想・妄言が含まれる場合、それを否定すると孤立感が増し症状が悪化する例が多いとされ、また、逆に肯定すると妄想を補強することになり、症状が悪化する可能性がある。話を聞かない場合においても孤立感が増すため、話を根気よく聞く必要があるが、あまりに真剣に聞きすぎると、聞き手側のストレスになり、場合によっては聞き手側にうつ病などの精神疾患をもたらすことがあるため、あまりに真剣に聞くことも推奨されない。介護職の対応としては、妄想の話をしているときには、否定も肯定もせず、中立的に話を最後まで聞き、相手には真剣に聞いている態度を示しつつも、内実あまり真剣に聞かずに軽く受け流すという対応を正解としている（ただし、症例は多様であり、ケースバイケースのため専門医の指示は必須である）。実際に、本当のことを訴えている場合、あるいは利害関係から病気に仕立てられるケースが実在するので注意が必要である。
厚生労働省のウェブサイトにおいて、患者家族に対しては「病気とそのつらさを理解する」「医療チームの一員になる」「接し方を少し工夫する」「自分自身を大切にする」ことなどを推奨しており、患者に対して非難的あるいは批判的な言動を慎み、また「原因を探すのはひとまず脇に置いて、具体的な解決策を一緒に考える、という接し方が理想的」と呼びかけている。また、心配しすぎてオロオロしないようにも勧めている。
精神保健福祉法、生活保護などの公的扶助制度の活用や様々なアドバイスなど治療や社会復帰をすすめるために必要な社会的援助を、精神保健福祉士などが支援する。看護師と精神保健福祉士が協働する訪問看護などもある。

## 治療
外来治療と入院治療に分けられる。英国国立医療技術評価機構 (NICE) のガイドラインによれば、第一選択肢は経口抗精神病薬と心理療法（個別認知行動療法および家族介入）の両方を行うことを提案している。しかしプライマリケア医は、精神科専門医のアドバイスを得ていない限り、初回発症の段階で抗精神病薬を処方してはならないとしている。薬物療法が大きな柱となるが、その他の治療法も病相の時期（急性期、慢性期など）に応じて適宜選択される。いずれにせよ、精神科医を受診、相談することが望ましい。統合失調症患者の主体的な人生や生活のゴールを達成するために、患者と医師による治療内容についての共同意思決定（SDM）が関心を高めている。

### 薬物療法

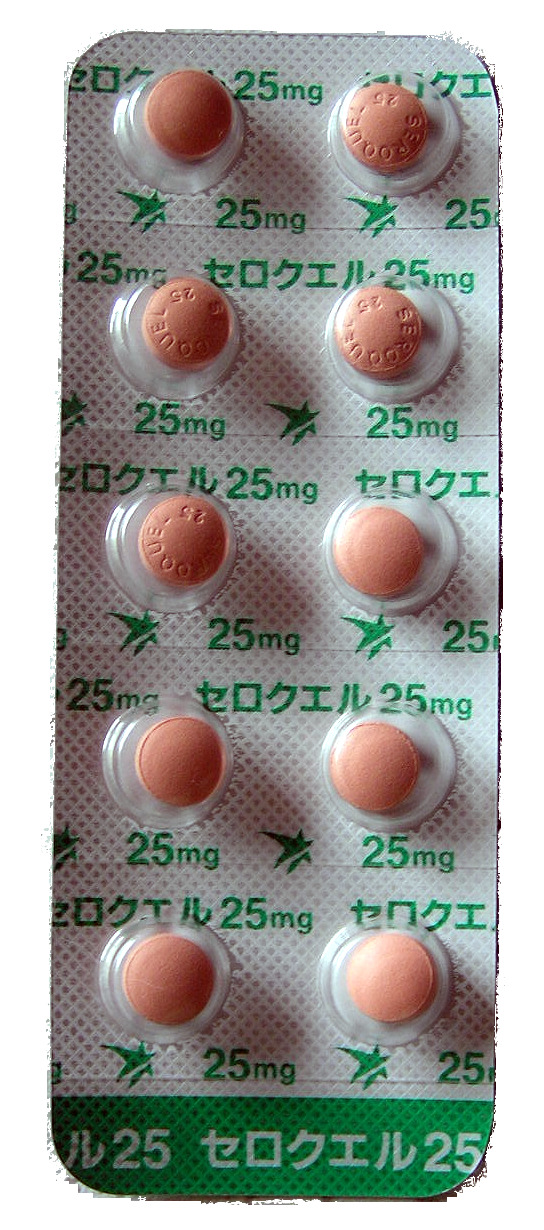
非定型抗精神病薬の一つ「クエチアピン」

薬物療法によって完治することはまれであるが、対症療法にはなる。
抗精神病薬（日本では20数種類が使用できる）の投与が、陽性症状を中心とした症状の軽減に有効である。日本神経精神薬理学会が『統合失調症薬物治療ガイド』を公開している。NICEは、抗精神病薬の処方は利益と副作用を考慮した上、年に一度見直すとしている。
従来の定型抗精神病薬と呼ばれる薬剤よりも、副作用が少なく陰性症状にも有効性が高いなどの特徴をもった非定型抗精神病薬と呼ばれる新しいタイプの薬剤であるリスペリドン、ペロスピロン、オランザピン、クエチアピンが開発され、治療の主流になりつつある。さらに、最近アリピプラゾール、ブロナンセリン、クロザピン、リスパダール・コンスタ、パリペリドン、アセナピン、ブレクスピプラゾール、ルラシドンが加わった。クロザピンは治療抵抗性統合失調症に唯一有効な抗精神病薬であるとされる。ただし、非定型抗精神病薬における新たな問題もあり、副作用面では、オランザピン、クエチアピンが、高血糖・糖尿病・肥満を誘発することがある。また医療経済面では、オランザピン、クエチアピン、アリピプラゾールなどは薬価が非常に高く設定されている。こうした見解を経て、定型抗精神病薬が再考されている。
抗精神病薬の一般的な副作用として、黒質線条体系のドーパミン拮抗作用によるパーキンソン症候群、錐体外路症状、アカシジア、悪性症候群、ムスカリン拮抗作用による便秘、口渇、眼のかすみ、ヒスタミン拮抗作用などによる眠気、体重増加など、アドレナリンα1拮抗作用による低血圧、性機能障害が生じることがある。抗精神病薬の治療の副作用対策として抗パーキンソン病薬の使用は、認知機能を低下させる副作用があるため、なるべく少量の使用か、使用しない傾向にある。
NICEは、薬剤切替時を除いて抗精神病薬を多剤投与してはならない、急速大量抗精神病薬飽和療法 (Rapid Neuroleptization) は、急性エピソード時の差し迫った暴力の鎮静を除いて行ってはならないと勧告している。日本の薬物療法においては多剤大量処方という問題を抱えており、その副作用で死亡者が出るなどの事例がある。抗精神病薬の換算方法としてクロルプロマジン換算があり、統合失調症においてはクロルプロマジン換算量600mg程度を理想としている。
統合失調症維持期の抗精神病薬治療については、継続、中止、間欠投与、減量・低用量の4つの戦略がある。中止については、近年各国のガイドラインは初回エピソード患者を中心に肯定的に傾いてきており、減量・低用量についても、ガイドラインは完全に否定してはいない。一方、複数エピソードを経験している患者に対しては中止は推奨されておらず、間欠投与については、いずれのガイドラインも推奨していない。
薬物療法を中断すると、中断した当初は調子がいいように感じることもあるが、多くは3か月、半年と時間が経つにつれて再発する（拒薬、怠薬）。自己判断で中断するのではなく、精神科医の指導のもとで継続して服用することが重要である。
2006年、アラスカ州最高裁判所は抗精神病薬に関する訴訟の判決文で、「向精神薬は患者の心身に重大で永続的な悪影響を及ぼすことがある」「数々の破壊的な副作用を引き起こす可能性があることが知られている」と説明している。
2024年には、以上のようなドーパミン受容体への作用する抗精神病薬の強い副作用を回避すべく、種類の異なる新薬がアメリカで発売された。コリン作動性受容体に作用するキサノメリン-トロスピウム（商品名コベンフィ）である。
統合失調症に柴胡加竜骨牡蛎湯、半夏瀉心湯、加味逍遥散、抑肝散など、漢方薬が有効なこともある。ただし、統合失調症を漢方薬のみで治療するのは難しく関連症状に対して使用される。また、漢方の温胆湯が統合失調症に効果があり、短期的に全体的改善が生じる。温胆湯は抗精神病薬と比較して有効性が高くはないが、錐体外路症状が生じにくいことが示されている。
2010年代後半から、陰性症状の1つである認知機能低下の改善を目指し、製薬会社各社がグリシントランスポーター1阻害薬の開発を進めている 。グリシントランスポーター1阻害薬は現在イクレペルチン（ベーリンガーインゲルハイム）、ビトペルチン（ロシュ）、ORG-25935（Organon & Co.）、ペサンパトル（ファイザー）が臨床試験に入っている。

### 心理社会的介入
十分な傾聴と受容を通して、妄想や幻覚の背景にある苦しみや、妄想や幻覚による苦悩を理解し、治療関係を構築した上で、次のような効果的な治療を患者と協同で進めていく。
認知行動療法 (CBT)
NICEは、すべての統合失調症患者に認知行動療法を提供すべきであり、その場合は個人別セッションを最低16回行うとしている。英国などで有効性が証明されており、日本での認知行動療法のさらなる導入が求められている。
認知行動療法では、以下のような技法を活用して、妄想や幻聴の妥当性を検証したり機能的な考え方や行動を形成したりすることができるよう患者を支援する。
1. 行動実験：妄想の内容や幻聴の要求に逆らって（もしくは無視して）行動し、その結果を検証するという行動実験を通して、患者をサポートする。行動実験により、妄想の内容は事実ではなく幻聴の要求も正しくないという気づきが得られ、妄想や幻聴の妥当性を否定でき、苦痛を和らげることができる。
2. 認知再構成法・論理的分析法：協同的な治療関係が確立した後、妄想や幻聴の内容を論理的・科学的に検討したり、妄想的信念の根拠を検証したり、別の解釈の探求を行ったり、妄想や幻聴の内容に反する出来事・体験に注意を払ったりすることを通じて、患者が妄想や幻聴の妥当性を検討することをサポートする。
3. 現実検討：認知的変容には実体験を通じた現実検討が有効である。妄想や幻聴の内容を、患者が実体験・行動を通じて再検証することをサポートし、それにより得られた気づきを共有する。
4. 証拠・根拠の検討：妄想や幻聴の内容が事実であるかどうか・実在するかどうかについての証拠や根拠について、治療者と患者が協同で様々な角度から客観的に検討し、そこで得られた気づきを共有することで、妄想や幻聴は事実ではなく実在もしないと認識できるようサポートする。たとえば、幻聴の訴えがある場合は、何らかの録音機器を使ったサポートを通して、幻聴を裏付けるような音声が録音されないという気づきを得て、幻聴は実在する音声ではないという確信を持つことができる。
5. 代替療法：妄想や幻聴に対する合理的な他の考え方を患者が見つけられるようにサポートしたり、治療者が提示したりする。どちらにおいても、患者と治療者が協同して、苦痛を伴わない合理的な別の考え方を見つけていく。
6. フォーカシング療法：セルフモニタリングの技法などを活用して、妄想や幻聴は自分の思考（自己派生の出来事）であり、実際に外部にあるもの・外部からの声（外部からの刺激）ではないということを認識できるようサポートする。
7. 競合刺激の活用：たとえば、幻聴が聞こえる状態で外部聴覚刺激（音楽など）を聞くと、幻聴が少なくなるという体験をすることなどを通じて、幻聴は実在する外部音声ではないという認知を形成できるようサポートする。
また、対処方略としては、妄想の考えをストップしたり幻聴を無視し聞き流したりしたあと他へ注意を向ける二段階法や、ちょっとした気晴らし行動などを用いた注意転換法を活用して、妄想や幻聴への注意を他の事柄（たとえば音楽など）に向け、そのような現実の事柄に意識を向けながら生活できるようサポートを行う。

心理教育 (Psycoeducation)
薬物療法によって陽性症状が軽減しても、自らが精神疾患に罹患しているという自覚（病識）を持つことは容易ではない。病識の不足は、服薬の自己中断から再発率を上昇させることが知られており、病識をもつことを援助し、疾患との折り合いの付け方を学び、治療意欲を向上させるために心理教育を行うことが望ましい。精神保健福祉士が主に担当する。統合失調症の患者は正直すぎると言われるが、なにもかも正直でなくていい、秘密があっていいということを教育する。秘密にすることで自分を守ることはマナーでもあり、社会復帰のために必要である。また、異性関係のことが自分の中であまりにも整理されていない人が多いとされ、異性の気持ちになって物事を見ることも大切な心理療法の一つである。
また、心理教育の一環として、統合失調症の診断に対してノーマライジングを実施することにより、患者の苦痛を軽減することができる。たとえば、①統合失調症は珍しい疾患ではなく多くの人が罹患しうること、②統合失調症は患者自身や家族のせいで発病するものではないこと、③統合失調症も治療可能な病気であり多くの患者が症状を克服していけること、などを理解してもらえるよう丁寧に説明する。
患者本人のみならず、家族の援助（家族教育）も行うこともある。家族への心理教育の再入院予防効果によって、医療コストは軽減されるといわれる。

ソーシャル・スキル・トレーニング (SST)
統合失調症を有する患者は、陰性症状に起因する社会的経験の不足が散見され、自信を失いがちなことにより、社交、会話などの社会技能が不足していることが多い。それらの訓練として、ソーシャル・スキル・トレーニングを行うことがある。デイケアプログラムの一環として行われることが多い。SSTトレーナー、SST認定講師、心理の専門家が担当する。NICEは、SSTを統合失調症患者にルーチンとして実施してはならないとしている。

作業療法、芸術療法、風景構成法
絵画、ぬりえ、折り紙、手芸、園芸、陶芸、スポーツなどの作業活動を主体として行う治療である。非言語的な交流がストレス解消につながったり自己価値観を高めたりする効果がある。病棟活動やデイケアプログラムの一環として行われることが多い。作業療法士が担当する。急性期では、作業活動を通して幻覚・妄想などを抑え、現実世界で過ごす時間を増やしたり、生活リズムを整えることを目標とし、そのためには患者が集中できるような作業活動を見つけて適用することが必要となる。慢性期では、退院を目標とし、そのためには服薬管理や生活リズム管理など、自分のことは自分でおこない自己管理ができるようになり、作業能力と体力も向上することが必要となる。慢性期での作業療法では患者のペースで行なえる作業活動を徐々に増やしていくよう心がける。
NICEは、陰性症状の緩和のため、すべての統合失調症患者に芸術療法が提供されるべきであるとしている。

その他
アドヒアランス療法は行ってはならない。カウンセリングや支持的精神療法はルーチン実施してはならないが、他の心理療法が提供できない場合などは、患者の好みに合わせて提供できる。

#### オープンダイアローグ
薬物治療や入院治療を極力避け、対話による回復を目指す治療法である。世界的に注目されており、日本への導入が進められている。

### 食事と運動
NICEは患者に対し、健康的な食事と運動プログラムの組み合わせを提供すべきであるとしている。統合失調症の患者はファーストフード、炭水化物や脂質の多い加工食品（インスタント食品や菓子）、ソフトドリンクの摂取が多く、食物繊維や果物の摂取が少ない傾向にあり適切な量や回数の理解が必要である。長期間の運動プログラムを定期的に行った統合失調症患者は、そうでない患者と比較して高いメンタルヘルスの改善が認められた。また、統合失調症における精神科のリハビリテーションにおいてメタボリックシンドロームの予防を目的にした運動プログラムが盛んになった。

### その他
電気痙攣療法 (ECT)
薬物療法が確立される以前には、電気痙攣療法（電気ショック療法）が多く用いられてきた。この療法は左右の額の部分から脳に100Vの電圧、パルス電流を1 - 3秒間通電して、痙攣を人工的に引き起こすものである。電気痙攣療法の有効性は確立されているが、一方で有効性の皆無も臨床実験で報告されている。かつて電気痙攣療法が「患者の懲罰」に使用されていたこともあり、実施の際に患者が痙攣を起こす様子が残虐であると批判されている。
まれに電気痙攣療法により脊椎骨折などの危険性があるため、現在では麻酔を併用した「無痙攣電気痙攣療法」が主流である。しかし、副作用や実施の際には、麻酔科医との協力が必要であることなどからして、実質的に大規模な病院でしか実施できない。現在では、この治療法は主力の座を薬物療法に譲ったものの、急性期の興奮状態の際などに行われることもある。
NICEは現在の根拠では、ECTを統合失調症の一般的管理としては推奨することはできないとしている。また、ECTは全ての治療の選択肢が失敗したか、または差し迫った生命危機の状況でのみ使われるべきであるとしている。
鍼治療
統合失調症の症状の軽減と関連疾患に対して鍼治療が行われることがある。

## 経過

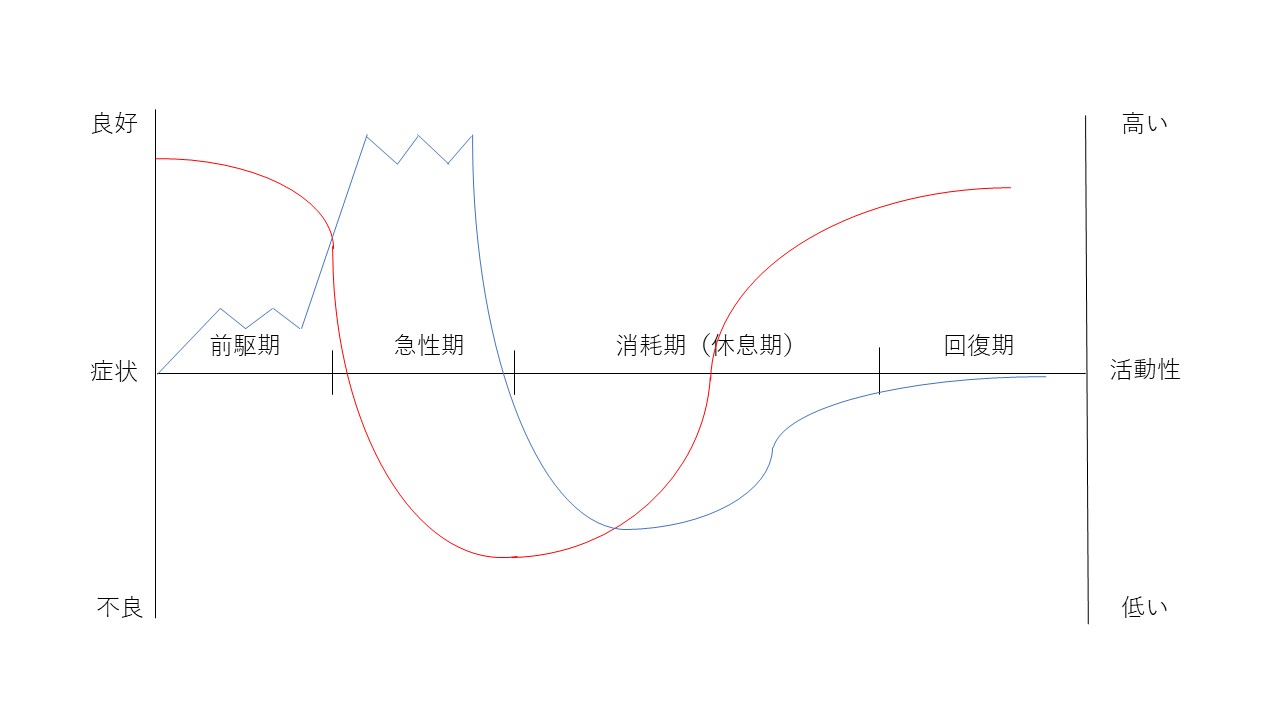
統合失調症の経過の概念図。赤線が症状、青線が活動性を表す。

経過は、前駆期、急性期、消耗期（休息期）、回復期に分ける4区分と、前駆期、進行前駆期、精神病早期、中間期、疾患後期に分ける5区分の2種類がある。
前駆期
かかりはじめの時期。妙に身辺が騒がしく感じる、担がれている感じがする（神輿に乗った気分と騙されている気分の両方）、眠れない、音に敏感になるなどの状態。過労や睡眠不足に注意する。
急性期
症状が激しい時期。不安になりやすい、不眠、幻聴、妄想、脳が働き過ぎの状態。
消耗期
元気がなくなる時期。眠気が強い、体がだるい、ひきこもり、意欲がない、やる気がでない、自信が持てない、脳がほとんど働かないなどの状態。数か月単位の休息をとり、焦りは禁物である。
回復期
ゆとりがでてくる、周囲への関心が増える時期。ソーシャル・スキル・トレーニング、リハビリテーションなどを行う時期である。

前駆期 (prodromal phase)
当人は何の自覚症状も無いケースもあるが、社会的能力の障害、軽度の認知的解体または知覚の歪み、喜びや快感を経験能力の低下、全般的な対処能力の欠如などを呈する。統合失調症と診断された後に振り返って初認識されるレベルの軽度のケースもあれば、以前から社会的・学業的、職業的機能障害として顕著であった場合もある。

進行前駆期 (advanced prodromal phase)
引きこもりや孤立、易怒性，猜疑心の強まり、異常思考、知覚の歪み、解体などの不顕性の症状が出現することがある。統合失調症における妄想および幻覚の発症は、急激（数日または数週間）な場合もあれば，緩徐で潜行性（数年間）の場合もある。

精神病早期 (early psychosis phase)
患者の症状が最も悪化している病期。

中間期 (middle phase)
症状期間は断続的な同定可能な増悪および寛解を伴うケースも持続的な場合もある。機能障害は悪化する傾向がある。

疾患後期 (late illness phase)
その個人ごとの疾患のパターンが確立される。能力障害は安定、悪化、軽減のどれも起こりうる。
例えば、重度の骨折をした場合、一般的に診断、治療、回復、リハビリ、寛解（かんかい）という段階を経るが、統合失調症もこれと同じことが当てはまり、中でもリハビリは困難を伴う一方大変重要な段階である。陽性症状は時間の経過により改善することも多いが、それとともに陰性症状が目立ってくる。しかし、抗精神病薬の投与をしても慢性的に陽性症状および陰性症状が持続して残る患者も多い。長期療養の結果、晩年期になると長年続いた顕著な精神症状が燃え尽きる様に寛解されるに至るという医学的な考え方もあり、「晩期寛解」と呼ばれる。多くの統合失調症患者は加齢とともに症状が改善する。
英国を中心とした実証的な家族研究の結論によると、確実な服薬遵守より、家族が患者に批判的な言動をするかどうかのほうが、患者の経過を左右する。

## 予後
統合失調症の予後について、過去（特に薬物療法がなかった時代）と比較すると、全体的にかなり向上しているといわれている。
家庭内の感情表出のレベルが高い（批判的、敵意、過度の感情的巻き込まれ）と、統合失調症や社会不安障害などの精神疾患を有するクライアントの予後が悪化する可能性が高まり  、精神疾患の発症、再発の危険因子となる。
「進行性の経過を取り、ほとんどが人格の荒廃状態に至る」というイメージやスティグマ（偏見）が残っているが、これは事実に反しており、一部の人が荒廃状態に至るだけである。イギリスのデータでは、患者は困難や将来的な再発への脆弱性を抱えながらも、一部の人々は、完治はしないが寛解するという根拠がある。
イギリスでの5年追跡調査では、22%は1回の発病エピソードのみで完全寛解、35%は数回のエピソードを繰り返し軽い機能障害が見られる、8%は数回のエピソードで障害も継続、35%は数回のエピソードで障害も増悪していた。病型別の予後では、妄想型や緊張型は、妄想幻覚などの症状のほうが抗精神病薬に反応しやすいため、予後がよく、破瓜型や単純型などの陰性症状には治療の効果が得られにくいため、予後が悪いと一般的に言われている。ただし、こうした傾向はあるが、妄想型などでも治療に反応しない例がまれではなく、病型により機械的に予後が予測できるものではない。患者の生活態度や薬物投与を含めた環境を改善することで症状を軽減できるが、生活レベルでの具体的な改善策は得られていないのが現状である。
1961年、カリフォルニア州精神保健局は、18か月以内の退院率について、非投薬群が88%、投薬群が74%と報告している。
1977年、アメリカ国立精神衛生研究所（NIMH）の臨床研究施設における研究報告は、退院時期について、非投薬群は投薬群より早いと報告している。また、退院一年後の再発率について、非投薬群が35%、投薬群が45%と報告している。
1978年、モーリス・ラパポートの研究は、退院3年後の転帰について、非投薬群は投薬群より良好で再入院率も低いと報告している。
1992年、世界保健機関の10ヵ国を対象とする研究報告は、2年後の転帰について、貧困国は3分の2近くが良好な転帰、3分の1強が慢性化、富裕国は37%が良好な転帰、59%が慢性化と報告している。抗精神病薬の使用率は、貧困国が16%、富裕国が61%であり、使用率が3%のインドのアグラが最も良好、使用率が最も高いモスクワが最も悪かった。
2007年、マーティン・ハロウの研究は、15年後の転帰について、抗精神病薬なしは40%が回復、44%が良好な転帰、16%が一様に不良、抗精神病薬ありは5%が回復、46%が良好な転帰、49%が一様に不良と報告している。

## 疫学
どの年齢でも発症するが、特に思春期から青年期において、自立した生活を開始したころに発症することが多い。男性と比較して女性は平均発症年齢が遅く、閉経後にも小さな発症のピークがある。

### 罹患率・有病率など
| データなし 185年未満 185年から197年 197年から207年 207年から218年 218年から229年 229年から240年 | 240年から251年 251年から262年 262年から273年 273年から284年 284年から295年 295年を超える |

2004年の100,000人あたりの統合失調症の障害調整生命年
データなし
185年未満
185年から197年
197年から207年
207年から218年
218年から229年
229年から240年
240年から251年
251年から262年
262年から273年
273年から284年
284年から295年
295年を超える

生涯発病率は約0.85%（120人に1人）であり、まれな病気ではない。アメリカ合衆国では、生涯罹患率は約1%で年間発症者数は10万人当たり1,000人、カナダにおける12か月有病率は男性・女性ともに0.61%であった。5歳から18歳の児童青年においては、有病率は0.4%、イギリスの精神病院に入院する10歳から18歳のうち、24.5%は統合失調症であった。研究対象となった地域・人種などにより罹患率に差があるが、診断基準によっても左右され、その意味は明確ではない。アイルランドでの地方間における罹患率の差も議論の対象となっている。

### 死亡率
統合失調症患者の死亡率は、一般人口の約2倍以上とされる。
患者の生涯自殺率は10%以上で、これは一般人口の12倍の値であり、およそ5%が自殺を完遂する。特に初発後・退院後に多く、初発退院後1年間の自殺率は一般人口に比べて100倍になっているという報告がある。患者が喫煙者の場合も、自殺企図の危険は有意に高くなる。陽性症状が強い時期に、幻聴から逃れたり妄想のために自殺をする患者もいるが、陰性症状しか見られない段階でも思考の短絡化によって、少しの不安でも耐えられずに、自殺してしまうこともある。
統合失調症患者の生命予後（平均余命）は一般人口と比べると悪く、死因の大部分は心血管系疾患によるものと言われる。統合失調症患者は心疾患や窒息による不慮の突然死が多く、突然死のリスクは健常者と比較して統合失調症患者全体で4.9倍、入院療養中の統合失調症患者では6.7倍であるとされる。特に、メタボリックシンドロームは心血管系疾患および心血管系疾患死のリスクを上げ、原因として生活習慣、抗精神病薬による治療、統合失調症の自体の影響などがある。突然死リスクを減らすために対応可能な6つのリスクファクター（喫煙、高血圧、高血糖、運動不足、肥満、高脂血症）への取り組みが、発病早期から求められる。

### 合併症の疫学
統合失調症患者の合併症で、特に多いのは抑うつと薬物乱用である。患者の少なくとも25%は常時抑うつであり、また米国患者ではアルコール依存症は30%以上、麻薬は25%以上、喫煙率は50%以上であった。
統合失調症患者はがんによる死亡率が低いことが知られている。デンマークで1980年まで行われた研究では、がん発生率は健常者との比較により男性で67%、女性で92%であった。男性統合失調症患者の肺がんは高い喫煙率にもかかわらず、健常者の38%であった。統合失調症治療に使われる向精神薬が抗腫瘍効果をもつためであるとされている。また、統合失調症患者は関節リウマチに罹患しにくいことが知られており、最近の研究によれば、およそ4倍程度罹患しにくいとされる。

## 歴史

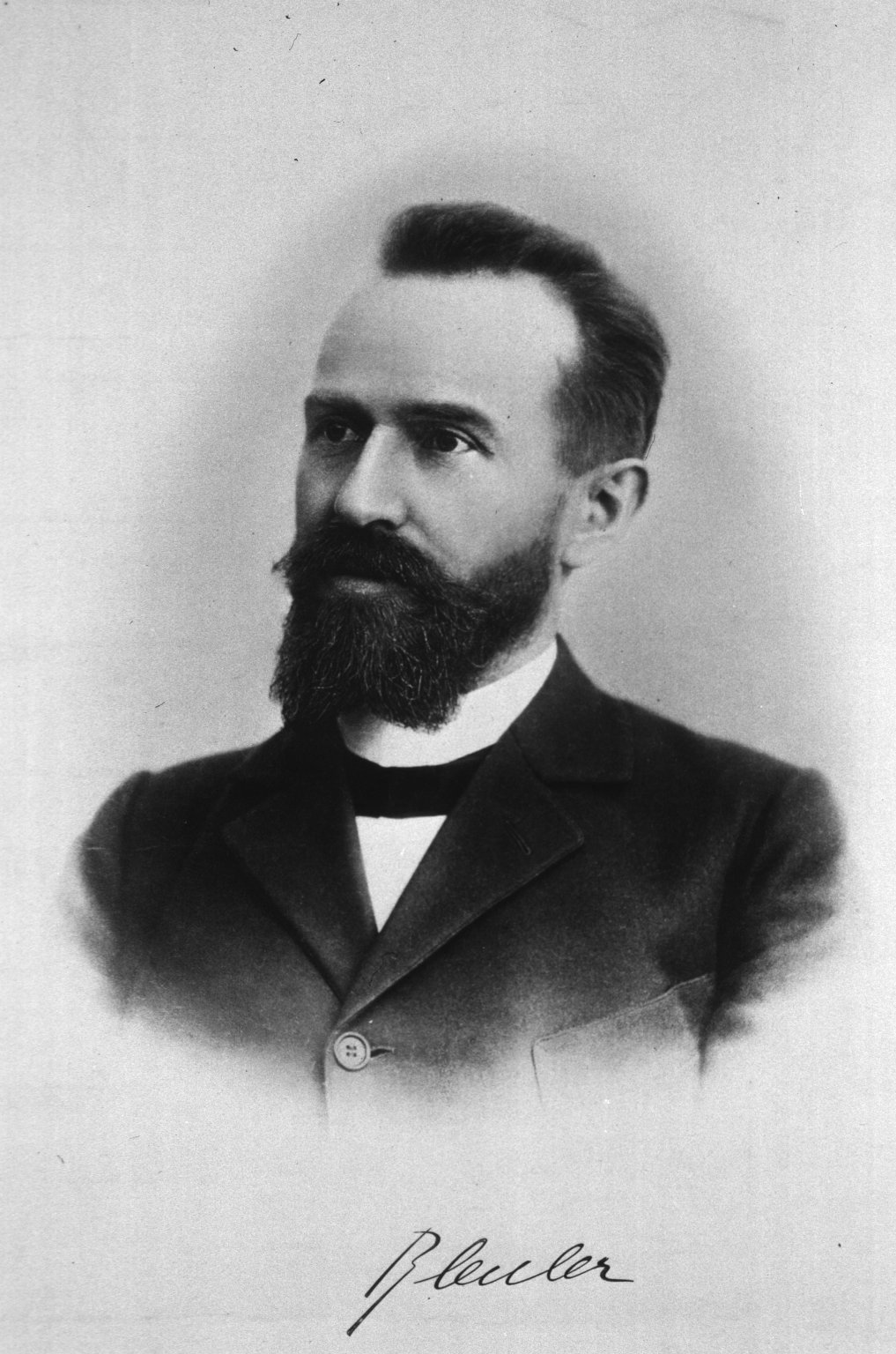
スキゾフレニア (Schizophrenia) という用語を創設したオイゲン・ブロイラー (1857-1939)

19世紀のドイツの精神科医エミール・クレペリンが複数の脳疾患を統一的な脳疾患カテゴリーとしてまとめ、早発性痴呆症を提唱した。1911年、スイスの精神科医オイゲン・ブロイラーが症状群の性質から、著書『早発性痴呆症あるいは精神分裂病群の集団』（『Dementia Praecox oder Gruppe der Schizophrenien』）の中でSchizophreniaを造語し定義した。ブロイラーによれば、当該疾患の特徴は「精神機能の特徴的な分裂（Spaltung der verschiedensten psychischen Funktionen）」であるとし、Schizo（分裂）、Phrenia（精神病）と呼称した。ここでいう精神機能とは、当時流行した連合主義心理学（en:Associationism）の概念であり、また精神機能の分裂とは主に連合機能の緩みおよび自閉症状を意味する。クレペリンは死後の脳解剖から前頭葉に類似の細胞変性を観察しており、早発性痴呆群を統一的な統計カテゴリーとした。しかし、ブロイラーは相当多数の疾患群の集合からなると予想しており、現在まで決着はついていない。クレペリンおよびブロイラーが例示した疾患群は単純型痴呆、破瓜病、緊張病、妄想性痴呆の4つである。

### 年表
- 古代ギリシアから統合失調症が存在したという説がある[207]。
- 1852年、フランスのベネディクト・モレルが、統合失調症を初めて公式に記述し、Demence precoce（「早発性痴呆」）と呼称した。
- 1871年、ドイツのエヴァルト・ヘッカー（英語版）が「破瓜病」[注釈 37]を著す。
- 1874年、ドイツのカール・カールバウム（英語版） が「緊張病」[注釈 38]を著す。
- 1899年、ドイツのエミール・クレペリンが Dementia Praecox（「早発性痴呆」）を著し、破瓜病、緊張病に妄想病を加えてまとめる。
- 1911年、スイスのオイゲン・ブロイラーは、必ずしも若年時に発症するとは限らず、また必ずしも痴呆に到るとは限らず、この病気の本性は観念連合の弛緩にあるとして Dementia Praecox を Schizophrenie と改名し疾患概念を変えた。
- 1935年以降、日本では公式には1975年まで多くの人がロボトミー（大脳の外科手術）を受けた。
- 1937年、日本精神神経学会の神経精神病学用語統一委員会が、当疾患を「精神分裂病」と定めた[208]。それ以前は、日本国内では、「精神内界失調疾患」「精神解離症」「精神分離症」「精神分裂症」など、様々な訳語が使用されていた。
- 1939年から1941年、ナチス・ドイツが統合失調症の患者などを虐殺した（T4作戦）。
- 1967年、イギリスの精神科医デヴィッド・クーパーは反精神医学を提唱し、精神分裂病は存在しないと主張した。その理論は、大方の承認を得るまでには至っていない[209]。
- 1990年、中安信夫が初期分裂病（現・初期統合失調症）という臨床単位を提唱した[210]。
- 1993年、「精神分裂病」という名称が、精神そのものが分裂しているというイメージを与え、患者の人格の否定や誤解、差別を生み出してきた経緯があることから、精神障害者の家族の全国連合組織である全国精神障害者家族会連合会（全家連）が、日本精神神経学会に対し改名の要望を出した。
- 2002年8月、日本精神神経学会の決議で、精神分裂病は統合失調症と改名された。同月、厚生労働省が新名称の使用を認め、全国に通知した。
- 2005年5月、文部科学省科学技術政策研究所の第8回デルファイ調査報告書によると、2022年までに統合失調症の原因が分子レベルで解明されると予測している。

#### 統合失調症治療薬の年表

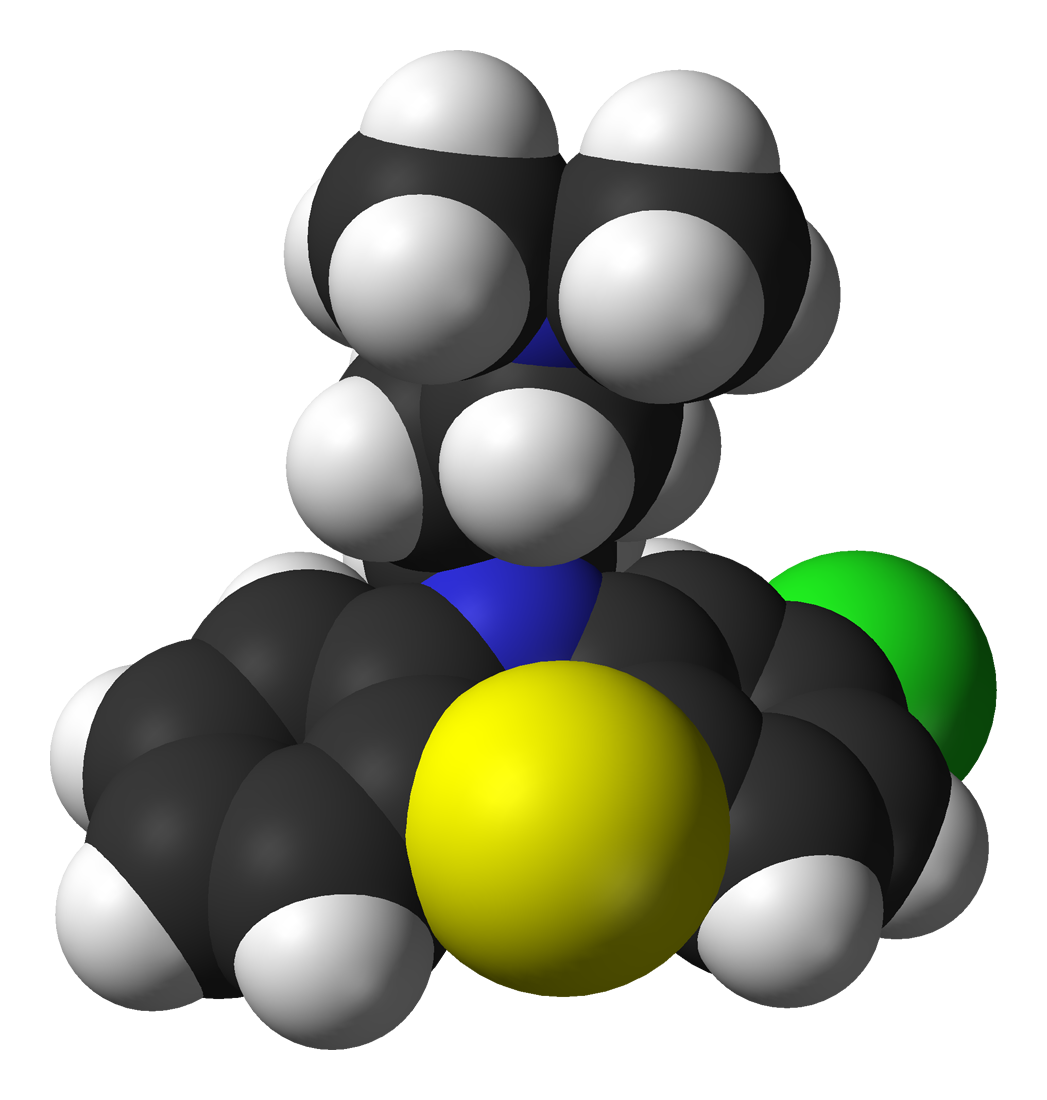
クロルプロマジンの分子モデル。1950年代に統合失調症の治療に革新をもたらした。

- 1952年、フランスの精神科医であるジャン・ドレー（フランス語版）とピエール・ドニカー（英語版）がクロルプロマジンの統合失調症に対する治療効果を初めて正しく評価し、精神病に対する精神科薬物療法の時代が幕を開けた。
- 1957年、ベルギーの薬理学者であるパウル・ヤンセン（英語版）が抗精神病薬のハロペリドールを開発した。
- 1984年、非定型抗精神病薬のリスペリドンが開発された。
- 1996年、日本で非定型抗精神病薬のリスペリドンが発売された。
- 2001年、日本で非定型抗精神病薬のオランザピンが発売された。
- 2001年、日本で非定型抗精神病薬のクエチアピンが発売された。
- 2001年、日本で非定型抗精神病薬のペロスピロンが発売された。
- 2006年、日本で非定型抗精神病薬のアリピプラゾールが発売された。
- 2008年、日本で非定型抗精神病薬のブロナンセリンが発売された。
- 2009年、日本で非定型抗精神病薬のクロザピンが発売された。
- 2009年、日本で非定型抗精神病薬持続性注射剤のリスパダール・コンスタが発売された。
- 2011年、日本で非定型抗精神病薬のパリペリドンが発売された。
- 2013年9月20日、日本で非定型抗精神病薬持続性注射剤のゼプリオンが発売された[211]。
- 2016年5月26日、日本で非定型抗精神病薬のアセナピンが発売された[116]。
- 2018年4月18日、日本で新規抗精神病薬のブレクスピプラゾールが発売された[117]。
- 2019年9月10日、日本で世界初の抗精神病薬の張り薬「ロナセンテープ」が発売された[212][213]。
- 2019年10月、第11回デルファイ調査報告書によると、2035年までに統合失調症の脳病態解明に基づく、社会復帰を可能にする新規治療薬の科学技術的見通しが立つと予測している[214]。
- 2020年6月11日、日本で非定型抗精神病薬のルラシドンが発売された[118]。
- 2020年11月18日、日本で12週間投与の非定型抗精神病薬持続性注射剤のゼプリオンTRIが発売された[215]。

### 江戸時代の日本
江戸時代の日本の医家の間では、「柔狂」や「剛狂」と呼ばれる精神疾患が知られており、それぞれヨーロッパでの「破瓜病」、「緊張病」に相当する病状であったとされている。中期の儒医の香川修徳は著書『一本堂行余医言』（いっぽんどうこうよいげん）で「狐憑きも野狐の祟りなどではない。被害妄想、誇大妄想、感情荒廃、強迫観念、自閉、不眠、幻想、抑うつなどは狂の症状である」との意味を記している。

### 病名呼称の歴史
19世紀には原因は不明であり、認知症が早期に発症したものと誤解されたため早発性痴呆という名称がベネディクト・モレルによってつけられ浸透した。古代ギリシア語の σχ?ζειν+φρ?να（分裂+理性、心）に由来する、ドイツ語の Schizophrenie という言葉が作られた。
日本では、明治時代に精神分裂病が、ドイツ語の Schizophrenie に対する日本語訳として用意された。精神分裂病の「精神 (phrenie)」は、本来は心理学的な意味合いで用いられた単語であり、知性や理性を現す一般的な意味での精神とは意味が異なる。また、「分裂 (schizo)」は、精神そのものの分裂を言うのではなく、「太陽に対して暑い」などの言語連想の分裂を指していた。ところが日本では、「精神分裂病」という名称から、文字通り「精神が分裂する病気」と解釈され、さらには「理性が崩壊する病気」と誤った解釈がされてしまうことが多々あった。
統合失調症の患者の家族に対して、社会全体からの支援が必要とされておりながら、誤った偏見による患者家族の孤立も多く、その偏見を助長するとして患者・家族団体などから、病名に対する苦情が多かった。また、医学的知見からも「精神が分裂」しているのではなく、脳内での情報統合に失敗しているとの見解が現れ始め、学術的にも分裂との命名が誤りとみなされてきた。そこで、2002年に、日本精神神経学会総会で Schizophrenia に対する訳語を統合失調症にするという変更がなされた。訳出にあたっては、その訳語が当事者にとって社会的な不利をもたらさない原則を加味することや、「病」ではなく「症状群」であるといった指摘がなされた。名称変更にかかった費用の一部は、治療に使われる抗精神病薬を販売している外資系企業から提供されたという（全国精神障害者家族会連合会を参照のこと）。

### 治療史
古代ギリシア時代から色々な治療が試みられており、近代医療においても100年以上の歴史を有することから、膨大な種類の治療が試みられてきた。現代の主流は、薬による薬物治療が効果をあげており、それにより80 - 90%が治癒する。しかし、再発する確率も高く、治療および再発防止には家族の協力が不可欠とされる。古くは、日本において漢方薬での治療が試みられ、西洋などでは治療不可能と判断して監禁したり、手足を拘束する、あるいは折檻する、また、近代においても脳の一部を切断するなど現代から見たら非人道的な行為が行われてきた。長らく説得（あるいは根気よく話を聞くことや対話）による治療が試みられてきたが、それらについてはあまり効果が確認できず、近代医学では掃除などの簡易作業を行わせる軽作業型の作業治療による若干の改善が認められて一時期盛んに研究され実施された。この軽作業型の作業治療は、医療現場で患者と接することが多い看護婦（当時の名称）から好まれたという。しかしながら、患者を安全に作業させるには医療機関の手間・暇などの負担が大きい上に、劇的に効果を確認できるものでもなく、症状が若干改善したとしても、他のストレスなどの悪化要因があれば、一進一退を繰り返すなど、根気と忍耐がいるものであり、当時は労務させられる患者や一刻も早く治癒を望むその家族からは不評であり、軽作業型の作業治療は下火となっていった。軽作業の代わりに、趣味（園芸など）を行う作業治療が登場したが、患者の要望に応えるためには看護師が、その趣味を指導できる程に覚える必要があり、趣味には膨大な種類があることから患者から寄せられる数多い要望に対応できず、また、要望を出しても病院が対応できない場合は患者症状に悪化をもたらすこともあることから、次第に医療現場では減少した。しかしながら、薬ほど劇的ではないものの、確かに改善効果は認められるために、現在では専門の作業療法士制度を創設して担当している。1950年代から様々な薬が開発されると、劇的に効果を上げるようになったため、歴史的に様々な経緯を経て薬物治療がその主流に存在しており、他の治療法はその補佐的に利用されている。

#### かつて行われていた治療法
精神外科による外科手術
脳の前頭葉部分の神経細胞を切断する手術で、ロボトミーと呼ばれる。向精神薬の開発と副作用、医療倫理の問題で行われなくなった。1975年（昭和50年）に、日本精神神経学会が精神外科を否定する決議を可決しており、医学上の禁忌である。
インスリン・ショック療法
患者に対してインスリン注射を行い、失神させショック状態に陥らせた後に、グルコースを投与し覚醒させるというものである。強制的な低血糖による医療事故の危険性や、薬物療法・抗精神病薬の出現により、2020年現在では、行われない治療法となった。
信仰療法
自分が絶対ではなく、神が絶対と信じることにより、独特の考えを是正したり、謙虚に聞き入れる姿勢をもたせる。自分が絶対者でないことがわかればよいとするものである。
私宅監置
患者の処遇の一つで自宅の一室などに専用の部屋を確保して患者を監置するものであるが、1950年（昭和25年）の精神衛生法施行にて禁止された。

## 社会的側面など

### 統合失調症患者の著名人・著名事件犯
日本人
- 夏目漱石 - 小説家である。精神科医の呉秀三博士に妄想性痴呆（妄想型統合失調症）と診断された。エピソードとして「恋愛妄想」があり、病院で出会った女性が自分との結婚を熱望しているという妄想だが、実際にそうした事実はなかった。
- 高村智恵子 - 画家である。彫刻家で詩人である高村光太郎の妻である。46歳の時に統合失調症の最初の兆候が現れた。
- 草間彌生 - 芸術家である。少女時代に統合失調症を患い、幻覚や幻聴の症状から逃れるために絵を描き始めた。
- ハウス加賀谷 - お笑いコンビ「松本ハウス」のメンバーである。著書『統合失調症がやってきた』の中で明らかにし、以後も罹患者としての体験をテレビ番組などで語っている。
- 山田花子 - ガロで活躍した漫画家である。1992年3月統合失調症と診断される。2ヵ月半の入院生活を経て5月23日に退院するが、翌24日の夕刻、団地11階から投身自殺した。24歳没。死後に、彼女の闘病中の日記を、遺族が出版している。
- 卯月妙子 - 本人による近況自伝エッセイ漫画で、自身の統合失調症体験などを描いている。
- 恋渕ももな - AV女優、歌手、作詞家である。地元の市役所で公務員として働いていたとき、仕事量の多さや、セクハラを受けたことから体調を崩してしまう。統合失調症と診断され、四か月くらい入院したことを、インタビューで語っている。

日本人以外

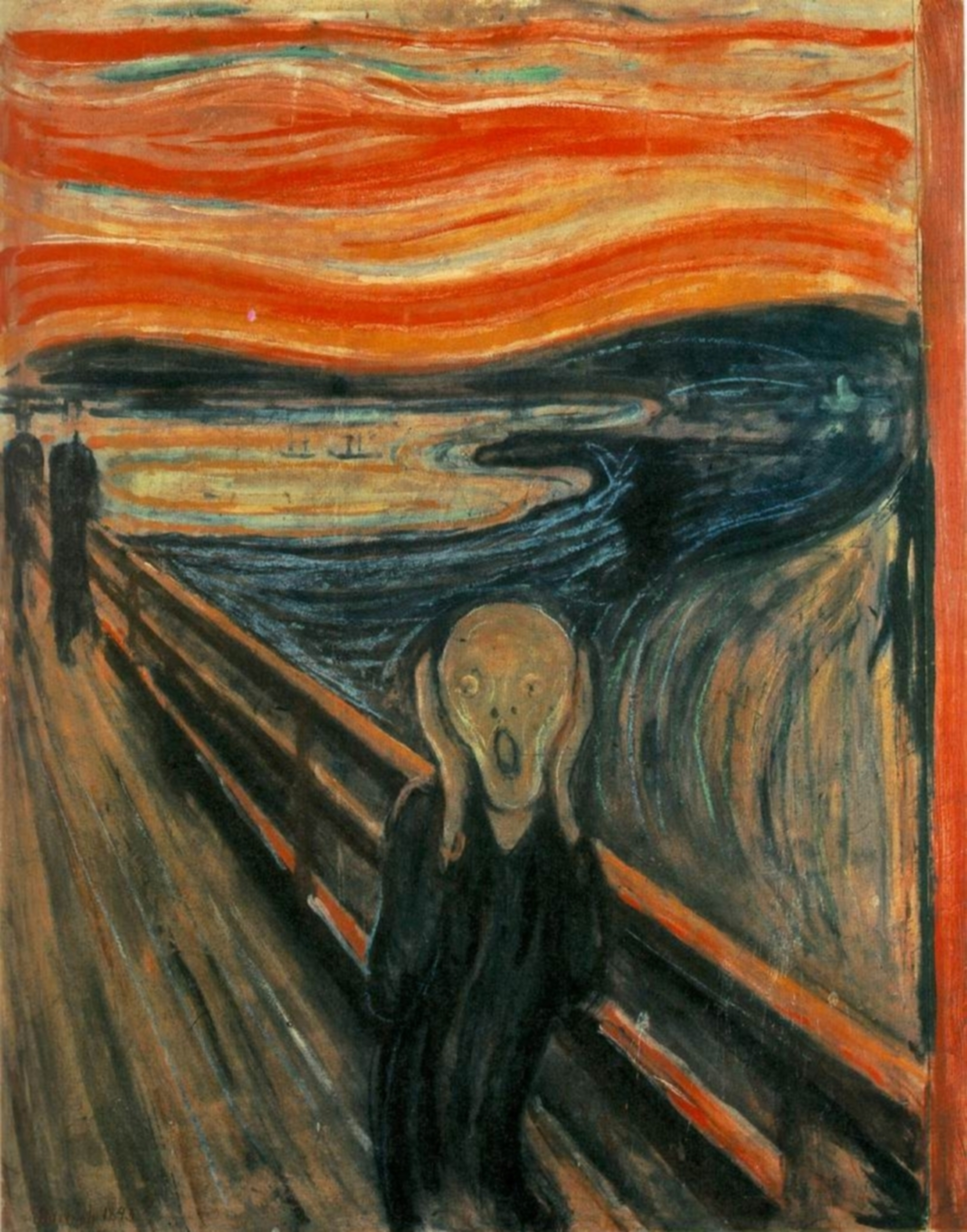
エドヴァルド・ムンクの代表作『叫び』

- エドヴァルド・ムンク - ノルウェーの画家である。代表作『叫び』は統合失調症の前駆期の影響による世界没落体験と幻聴を絵にしたものであるとされている。

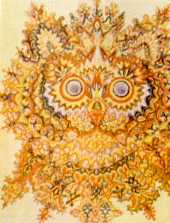
統合失調症を患った後のルイス・ウェインの作品

- ルイス・ウェイン - イギリスの画家である。晩年の統合失調症発症後の作品で有名。もともとは、猫の画家として人気のあった職業画家であった。
- フィンセント・ファン・ゴッホ - オランダの画家である。発作などの症状については、数多くの仮説のうち、統合失調症であるとする説とてんかんであるとする説が有力である。
- カミーユ・クローデル - フランスの彫刻家である。40代後半に統合失調症を発症した。
- フリードリヒ・ヘルダーリン - ドイツの詩人である。発病直前の時期にも作品を残しており、両価性に引き裂かれる思考の乱れが見られる。
- アイザック・ニュートン - イギリスの物理学者である。30歳前後と50歳前後に、妄想型の統合失調症を患ったとする説を精神科医の福島章が述べている。
- ゲオルク・カントール - ドイツで活躍した数学者である。後年に統合失調症を発症した。
- ジョン・ナッシュ - アメリカ合衆国の数学者である。1994年のノーベル経済学賞受賞者である。1959年から1980年代の後半まで統合失調症を患うが、1990年代には寛解した。ノーベル賞の受賞理由であるゲーム理論の経済学への応用は発症以前に挙げた功績であるが、発症後も数学の研究は続けた。
- バディ・ボールデン - アメリカ合衆国のコルネット奏者である。統合失調症の影響によりジャズ音楽のルーツを創ったと考えられている。
- ダニー・ハサウェイ - アメリカ合衆国のソウルミュージック歌手である。20代後半で妄想型統合失調症と診断され、その後33歳で自殺した。
- アントナン・アルトー - フランスの舞踏家である。統合失調症を発症し、精神病院に9年間収容された。

著名事件犯
- 日本航空350便墜落事故 - 機長による意図的な墜落事故。精神鑑定により統合失調症と診断された。
- 大阪パチンコ店放火殺人事件 - 犯人は統合失調症であったが、死刑判決が確定した。
- 京都アニメーション放火殺人事件 - 犯人は下着泥棒と女性への暴行事件で有罪判決を受け、30代でコンビニ強盗で実刑判決を受けた際の刑務所で統合失調症と診断されていた。

### 病跡学との関係
統合失調症を患った著名人は少なくなく、ドイツの物理学者、アルベルト・アインシュタインの二男エドゥアルト・アインシュタインや、イギリスの数学者・哲学者、バートランド・ラッセルの多くの家族・親類（叔父、叔母、息子、孫娘）、アイルランドの小説家・詩人、ジェイムズ・ジョイスの娘ルチアなども統合失調症を患ったため、病跡学の研究対象となっている。

### 統合失調症が描かれている作品
- アデルの恋の物語 - 『レ・ミゼラブル』などで知られるフランスの文豪、ヴィクトル・ユーゴーの二女アデルは統合失調症を患い、後に半生が映画化された。
- ビューティフル・マインド - ノーベル経済学賞受賞の数学者、ジョン・ナッシュの半生を描く物語[241]。
- 『逃走論 ― スキゾ・キッズの冒険』（浅田彰）

### 法律
統合失調症は精神保健福祉法の対象となる精神障害者である。統合失調症者で症状が安定し、就労可能な場合は障害者雇用促進法の対象となる。統合失調症は日本の刑法における心神喪失者、心神耗弱者の要因である精神の障害に含まれる。もっとも、日本の刑事裁判においてはうつ病という精神医学的診断（疾病診断）によって直ちに責任能力の有無が決められるものではなく、更に個々の事例における精神の障害の質や程度を判断し、その精神の障害と行為との関係についての考察に基づいて責任能力が判断されることになっている。そのため、医学的に統合失調症と診断されたとしても、それによって直ちに刑責が軽減されるわけではない。統合失調症者は医療観察法による入院対象者になりうる。精神障害者に対する差別や虐待は障害者差別解消法および障害者虐待防止法で禁止されている。障害者手帳や障害年金の統合失調症の障害認定では、障害の状態に応じて1から3の等級がある。患者の申請によって、障害者総合支援法の自立支援医療（精神通院医療）が受けられる。長期間の治療に対する医療費の自己負担軽減策として、国民健康保険の3割負担に加えて、公費負担医療による医療費減額が受けられる。統合失調症など精神上の障害により判断の能力が低下した人を支援する成年後見制度がある。日本の民法おいて重度の統合失調症で意思疎通が取れない場合は離婚事由となる。統合失調症を含む精神障害はいくつかの資格免許において相対的欠格事由となっている。

### コスト
2017年の国内の統合失調症関連の年間の医療費は男性が4602億円、女性が4869億円であり、年齢別では0歳から14歳が10億円、15歳から44歳が1703億円、45歳から64歳が3713億円、65歳以上が4045億円であった。2008年の調査によると日本における統合失調症の社会的コストは約2兆7700億円、約7割が間接費用と推定されている。アメリカ合衆国の統合失調症関連の経済的負担額は少なくとも600億ドルと見積もられている。
統合失調症の一日当たりの一般医療費は入院が13,745円、入院外が9,206円となっている。

### 記念日
5月24日は「世界統合失調症デー」と定められている。また、1992年から世界精神保健連盟により10月10日は「世界メンタルヘルスデー」と定められている。

## 近縁疾患
- 統合失調型パーソナリティ障害（旧称：分裂病型人格障害）- 統合失調症の患者の親族に多く、統合失調症の陽性症状に似た状態である。
- 統合失調感情障害（旧称：分裂感情障害）- 統合失調症と気分障害（感情障害）の症状が合併した場合である。
- 非定型精神病 - 錯乱があり、意識変容も見られる。症状は激しいが予後はいい。
- 類破瓜病 - 異常体験や人格崩壊は目立たない。単純型に類似する。
- 接枝統合失調症 - 知的障害者が統合失調症を発症した場合である。
- 妄想性障害
  - パラフレニー - 人格崩壊が少ない妄想型である。
  - パラノイア - 妄想型に類似するが、妄想の内容が異なる。悪役のような妄想がある。進んでしまうと悪魔ではないかと思ってしまう。悪魔主義的で支配者でありたいとする激しい気性がある。
  - 敏感関係妄想 - 関係妄想を主症状とし、その原因が患者の敏感性格[注釈 42]にあるもの[262]。